# Irochezi
Irochezi sau haudenosaunee (/ˌhoʊdinoʊˈsoʊniː/; "oamenii casei lungi") sunt o confederație indigenă din nord-estul Americii de Nord. Francezii îi cunoșteau în perioada colonialiă ca Liga Irocheză, iar mai târziu cu numele de Confederația Irocheză. Englezii i-au numit Cele Cinci Națiuni, cuprinzând mohawk, oneida, onondaga, cayuga și seneca (enumerate geografic de la est la vest). După 1722 tribul tuscarora din sud-est, vorbitor de limbă tuscarora, a fost acceptat în confederație, care a devenit cunoscută cu numele de Cele Șase Națiuni.
Prin tradiție fondatori ai Ligii Irocheze sunt considerați Deganawidah, Marele Pacificator, Hiawatha și Jigonsaseh, Mama Popoarelor. Timp de aproape 200 de ani irochezii au fost un factor important al politicii coloniale nord-americane. La apogeul său în jurul anului 1700 puterea irochezilor s-a extins de la ceea ce este astăzi statul New York spre nord, în Canada actuală, spre vest de-a lungul Marilor Lacuri și spre sud de ambele părți ale munților Apalași, până în Virginia și Kentucky și în valea râului Ohio.
Irochezii de pe fluviul Sf. Laurențiu, wyandot (huronii), erie, susquehannock, toate popoare independente cunoscute coloniștilor europeni, de asemenea vorbeau limbi irocheze. Ei sunt considerați irochezi într-un sens cultural mai larg, toți fiind descendenți din poporul și limba proto-irocheze. Din punct de vedere istoric, totuși, au fost concurenți și dușmani ai națiunilor Ligii Irocheze. Cherokee este, de asemenea, o limbă irocheză.
În 2010 peste 45.000 de persoane înscrise în Cele Șase Națiuni locuiau în Canada și peste 81.000 în Statele Unite.

## Numele
Irochezi, numele cel mai răspândit al confederației, are o origine oarecum obscură. Prima sa apariție scrisă ca „Irocois” este în relatarea lui Samuel de Champlain despre călătoria sa la Tadoussac în 1603. Alte ortografieri franceze timpurii includ „Erocoise”, „Hiroquois”, „Hyroquoise”, „Irecoies”, „Iriquois” ","Iroquaes", "Irroquois" și "Yroquois", pronunțate la acel moment ca [irokwe] sau [irokwɛ]. Teorii concurente au fost propuse privind originea acestui termen, dar niciuna nu este larg acceptată. Prin 1978 Ives Goddard scria: „Nici o astfel de formă nu este atestată în nicio limbă indiană ca nume pentru un grup irochez, iar originea și semnificația inițială ale acestui nume sunt necunoscute”.

Preotul și misionarul iezuit Pierre François Xavier de Charlevoix a scris în 1744:
Numele irochez este pur francez și este format din termenul [din limba irocheză] Hiro sau Hero, ceea ce înseamnă am spus - cu care acești indieni își încheie toate alocuțiunile, așa cum făceau latinii din vechime cu dixi - și Koué, care este un strigăt uneori de tristețe, când este prelungit, și alteori de bucurie, când este pronunțat mai scurt.
În 1883 Horatio Hale scria că etimologia lui Charlevoix era îndoielnică și că „nicio altă națiune sau trib despre care avem cunoștințe nu a purtat vreodată un nume compus în acest mod bizar”. Hale a sugerat în schimb că termenul provine de la huroni și era înrudit cu cuvântul mohawk ierokwa - „cei care fumează” sau cu cel cayuga iakwai - „urs”. În 1888 J.N.B. Hewitt și-a exprimat îndoiala că oricare dintre aceste cuvinte există în limbile respective. El prefera etimologia din montagneză irin „adevărat, real” și ako „șarpe”, plus sufixul francez -ois. Mai târziu el și-a schimbat părerea, favorizând algonchianul Iriⁿakhoiw ca origine.
O etimologie mai modernă a fost susținută de Gordon M. Day în 1968, continuând ipoteza lui Charles Arnaud din 1880. Arnaud susținea că cuvântul provine din montagneză irnokué, adică „om teribil”, prin forma redusă irokue. Day a propus o ipotetică frază montagneză irno kwédač, care înseamnă „un om, un irochez”, ca origine a acestui termen. Pentru primul element irno, Day citează cuvinte înrudite din alte dialecte montagneze atestate: irinou, iriniȣ și ilnu; iar pentru al doilea element kwédač, el sugerează înrudirea cu kouetakiou, kȣetat-chiȣin și goéṭètjg - denumiri folosite de triburile algonchiene vecine pentru popoarele irochez, huron și laurențian. 
Gale Encyclopedia of Multicultural America indică originea lui irochez din „Iroqu”, algonchian pentru „șarpe cu clopoței”. Francezii au întâlnit mai întâi triburile vorbitoare de limbi algonchiene și ar fi învățat numele algonchienilor pentru concurenții lor irochezi.
Mai recent, Peter Bakker a propus o origine bască pentru „irochez”. Se știe că pescarii și balenierii basci au frecventat atât de des apele nord-estice în anii 1500, încât s-a dezvoltat un pidgin cu bază bască pentru comunicarea cu triburile algonquiene din regiune. El propune o etimologie din hilokoa (via irokoa ), din rădăcinile basce hil "a ucide", ko (sufixul locativ genitiv) și a (sufixul articolului definit), tradus ca "poporul ucigaș" sau "ucigași", asemănătoare ca semnificație cu numele date de triburile algonchiene de est inamicilor lor irochezi. În favoarea unei forme originale care începe cu /h/, Bakker citează ortografii alternative precum „hyroquois” uneori găsite în documente din perioada respectivă și faptul că în dialectul sudic al bascei, cuvântul hil se pronunță il. El susține, de asemenea, că /l/ a fost redat ca /r/ deoarece primul nu este atestat în inventarul fonemic al niciunei limbi din regiune (inclusiv maliseet, care a dezvoltat un /l/ ulterior).
Haudenosaunee („oamenii casei lungi”) este autonimul prin care cele șase națiuni se referă la ele însele. Acest nume este preferat uneori de către cercetătorii istoriei indigenilor americani, care consideră „irochezi” de origine colonială și un nume disprețuitor adoptat de la dușmanii lor.
Haudenosaunee provine din două cuvinte similare fonetic, dar etimologic distincte din limba seneca: Hodínöhšö: ni: h, care înseamnă „cei ai casei extinse” și Hodínöhsö: ni: h, adică „constructori de case”. Numele „haudenosaunee” apare pentru prima dată în engleză în lucrarea lui Lewis Henry Morgan (1851), unde îl scrie ca Ho-dé-no-sau-nee. Ortografierea „Hotinnonsionni” este atestată tot de la sfârșitul secolului al XIX-lea. Un nume alternativ, ganonsyoni, este întâlnită ocazional, din cuvântul mohawk kanǫhsyǫ́ · ni („casa extinsă”), sau dintr-o expresie apropiaită dintr-o limbă irocheză înrudită; în sursele anterioare este scris în mod variat „Kanosoni”, „akwanoschioni”, „Aquanuschioni”, „Cannassoone”, „Canossoone”, „Ke-nunctioni” sau „Konossioni”. Mai transparent confederația irocheză este adesea denumită Cele Șase Națiuni (sau, pentru perioada de dinaintea intrării tuscarora în 1722, Cele Cinci Națiuni).  Cuvântul este „Rotinonsionni” în limbm Mohak. 

## Confederația Irocheză

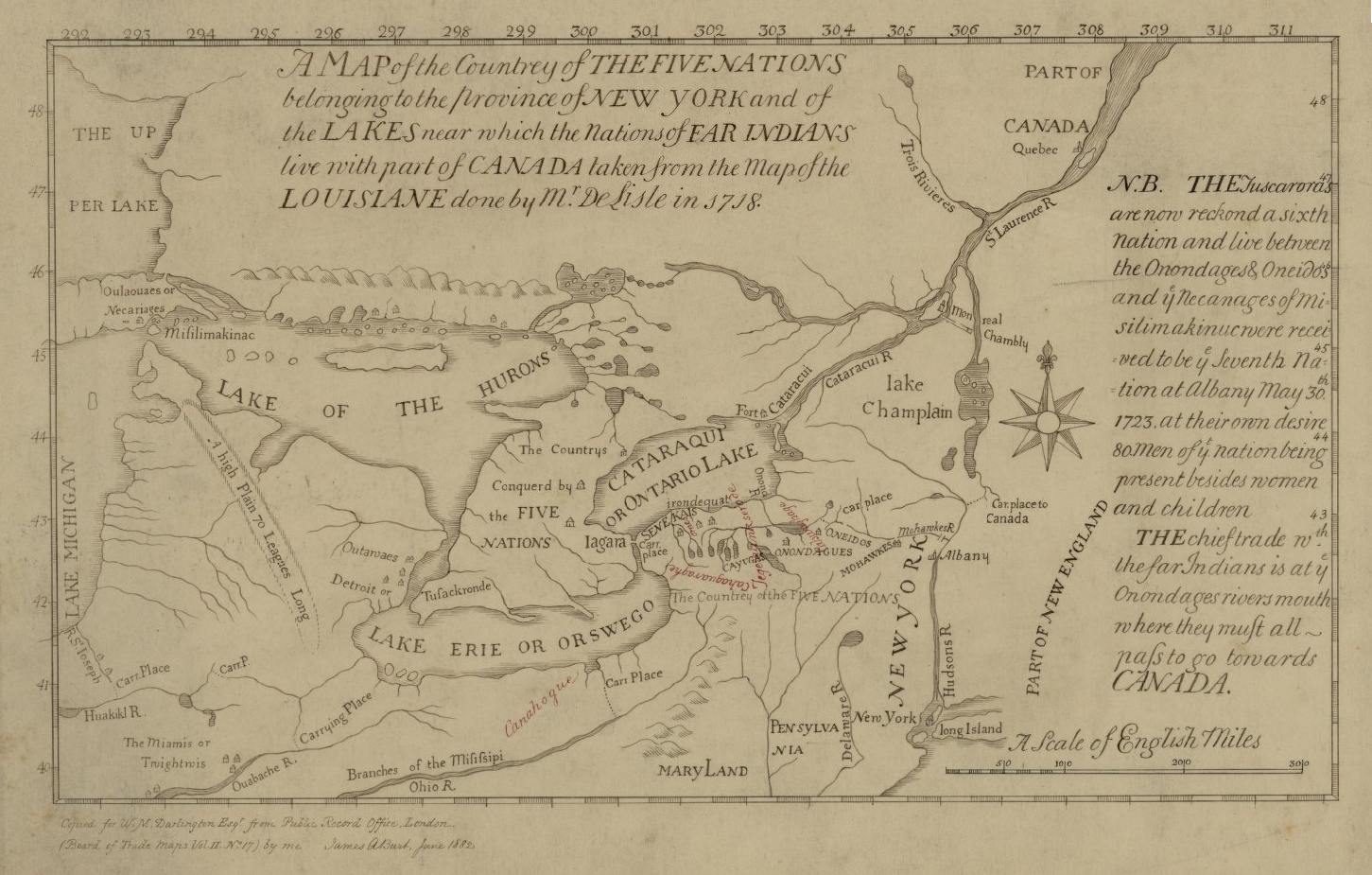
Harta Celor Cinci Națiuni (din Colecția Darlington)

Se crede că Confederația Irocheză sau Haudenosaunee a fost fondată de Marele Pacificator la o dată necunoscută estimată între 1450 și 1660, reunind cinci națiuni distincte din zona sudică a Marilor Lacuri în „Marea Ligă a Păcii”. Cu toate acestea, alte cercetări sugerează că fondarea a avut loc în 1142. Fiecare națiune din această confederație irocheză avea o limbă, un teritoriu și o funcție distinctă în Ligă. Puterea irochezilor, la apogeu, se întindea spre nord până în Canada actuală, spre vest de-a lungul Marilor Lacuri și spre sud, de ambele părți ale munților Apalași, până în Virginia și Kentucky de astăzi și în valea râului Ohio.
Liga este guvernată de un Mare Consiliu, o adunare formată din cincizeci de căpetenii sau sahemi, fiecare reprezentând un gintă a unui trib.
Când europenii au sosit pentru prima dată în America de Nord, haudenosaunee (Liga Irocheză pentru francezi, Cele Cinci Națiuni pentru britanici) se aflau în ceea ce este acum centrul și vestul statului New York, inclusiv în regiunea Finger Lakes, ocupând zone întinse la nord până la fluviul Sf. Laurențiu, la est până la Montreal și râul Hudson, și la sud în nord-vestul Pennsylvaniei. De la est la vest, Liga era compusă din triburile mohawk, oneida, onondaga, cayuga și seneca. În jurul anului 1722 tribul tuscarora s-a alăturat Ligii migrând din Carolina după ce a fost expulzat de colonizarea anglo-europeană. Fiind de asemenea un trib de limbă irocheză au fost acceptați în Ligă, care a devenit Cele Șase Națiuni.
Alte popoare independente de limbă irocheză, cum ar fi erie, susquehannock, huronii (wendat) și wyandot, au trăit în diferite perioade de-a lungul râului Sf. Laurențiu și în jurul Marilor Lacuri. În sud-estul american, cherokee erau un popor de limbă irocheză care a migrat în acea zonă cu secole înainte de contactul european. Niciunul dintre aceștia nu a făcut parte din Liga Haudenosaunee. Cei de la granițele teritoriului haudenosaunee din regiunea Marilor Lacuri au concurat și s-au războit cu triburile Ligii.
Coloniștii francezi, olandezi și englezi, atât în Noua Franță (Canada), cât și în ceea ce a devenit Cele Treisprezece Colonii, au înțeles necesitatea de a intra în grațiile irochezilor, care ocupau o parte însemnată a pământurilor de la vest de așezările coloniale. Primele lor relații au fost privind comerțul cu blănuri, care a devenit extrem de profitabil pentru ambele părți. De asemenea, coloniștii căutau să stabilească relații de prietenie pentru a-și securiza granițele.
Timp de aproape 200 de ani irochezii au fost un factor important în politica colonială nord-americană. Alianța cu irochezii a oferit avantaje politice și strategice puterilor europene, dar irochezii au păstrat o independență considerabilă. Unii dintre ei s-au așezat în satele de misiune de-a lungul râului St. Laurențiu, devenind mai strâns legați de francezi. Cu toate că participau la raidurile franceze asupra așezărilor olandeze și mai târziu englezești, unde s-au așezat unii mohawk și alți irochezi, în general irochezii au refuzat să-și atace semenii.
Irochezii au rămas o mare putere amerindiană unită din punct de vedere politic până la Revoluția Americană, când Liga și-a ținut promisiunile din tratatele cu Coroana Britanică. După înfrângerea lor, britanicii au cedat teritoriile irocheze fără consultări, iar mulți irochezi au fost nevoiți să-și abandoneze pământurile din Mohawk Valley și din alte părți și să se mute în regiunile din nord păstrate de britanici. Coroana le-a acordat pământuri ca despăgubire pentru cele cinci milioane de acri pe care îi pierduseră în sud, dar acestea nu se puteau compara cu teritoriile lor din trecut.
Oamenii de știință de astăzi fac distincție între Ligă și Confederație. Conform acestei interpretări, Liga Irocheză se referă la instituția ceremonială și culturală reprezentată de Marele Consiliu, care încă există. Confederația Irocheză a fost entitatea politică și diplomatică descentralizată care a apărut ca răspuns la colonizarea europeană și a fost dizolvată după înfrângerea britanică în Războiul Revoluționar American. Irochezii de astăzi nu fac o astfel de distincție și folosesc termenii în mod interschimbabil, preferând totuși numele Confederația Haudenosaunee.
După migrarea majorității lor în Canada, irochezii rămași în statul New York au fost obligați să trăiască mai ales în rezervații. În 1784 în total 6.000 de irochezi s-au confruntat cu 240.000 de newyorkezi, când americanii dornici de pământ erau deciși să migreze spre vest. "Numai oneida, care numărau doar 600 de războinici, dețineau șase milioane de acri, adică aproximativ 2,4 milioane de hectare. Țara Irochezilor era în pragul unei goane după pământuri." Până la Războiul din 1812 irochezii au pierdut controlul asupra unui teritoriu considerabil.
Organizarea Ligii a fost comparată cu sistemul modern al socialismului libertarian.

## Istorie

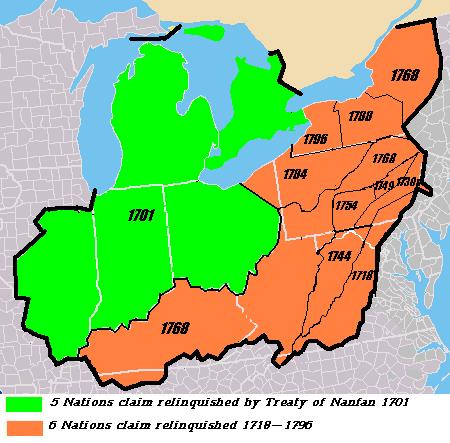
Harta care arată revendicările irocheze în anii 1700.

### Istoriografie
Cercetările anterioare, privind descoperirea instrumentelor și artefactelor irocheze, sugerează că originea lor se găsea în Montreal, Canada, lângă râul Sf. Laurențiu, unde făceau parte dintr-un alt grup cunoscut sub numele de algonchieni. După o rebeliune nereușită, au fost alungați din Quebec spre New York.
Cunoștințele privind istoria irochezilor provin de la misionari creștini, tradiția orală haudenosaunee, dovezi arheologice, relatări ale misionarilor iezuiți și istoricilor europeni de mai târziu. Istoricul Scott Stevens consideră valorizarea de către europenii din perioada modernă timpurie a surselor scrise față de tradiția orală ca fiind o contribuție la perspectiva rasializată și plină de prejudecăți despre irochezi din secolul al XIX-lea. Istoriografia popoarelor irocheze este subiectul multor dezbateri, în special în ceea ce privește perioada colonială.

Relatările iezuiților francezi despre irochezi i-au descris ca sălbatici fără guvernare, legi, scris și religie. Dar iezuiții au făcut eforturi considerabile pentru a studia limbile și culturile lor, iar unii au ajuns să le respecte. O sursă de confuzie pentru sursele europene, provenind dintr-o societate patriarhală, a fost sistemul de rudenie matrilineală al societății irocheze și, respectiv, puterea a femeilor. Istoricul canadian D. Peter MacLeod a scris despre irochezii canadieni și francezii din timpul Războiului de Șapte Ani:
Cel mai critic, importanța mamelor clanului, care dețineau o putere economică și politică considerabilă în cadrul comunităților canadiene irocheze, a fost ignorată total de cărturarii europeni patriarhali. Acele surse care există, arată mamele clanului întâlnindu-se în consiliu cu omologii lor de sex masculin ca să ia decizii privește războiul și pacea și alăturându-se delegațiilor ca să se înfrunte cu Onontio [termenul irochez pentru guvernatorul general francez] și conducerea franceză din Montreal, fiind doar o aluzie asupra influenței reale exercitate de aceste femei".
Istoriografia engleză din secolul al XVIII-lea se concentrează pe relațiile diplomatice cu irochezii, completate de imagini precum Four Mohawk Kings, de John Verelst, și publicații precum Actele tratatului anglo-irochez tipărite de Benjamin Franklin. Un discurs persistent din secolele al XIX-lea și al XX-lea îi prezintă pe irochezi ca „o putere militară și politică expansivă... [care] și-a subjugat dușmanii prin forță și timp de aproape două secole a servit ca punct de sprijin în echilibrul puterii din America de Nord colonială".
Istoricul Scott Stevens a menționat că irochezii înșiși au început să influențeze scrierea istoriei lor în secolul al XIX-lea, inclusiv Joseph Brant (mohawk) și David Cusick (tuscarora). John Arthur Gibson (seneca, 1850–1912) a fost o figură importantă a generației sale în relatarea versiunilor istoriei irocheze în epopeea despre Pacificator. În deceniile următoare au apărut istorici-femei de seamă printre irochezi, precum Laura „Minnie” Kellog (oneida, 1880–1949) și Alice Lee Jemison (seneca, 1901–1964).

### Formarea Ligii

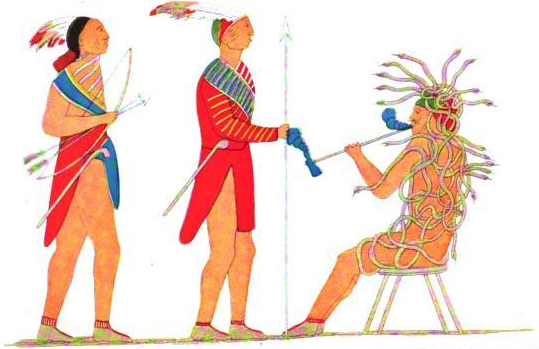
Pictura irocheză a lui Tadodaho primind doi șefi mohawk

Liga Irocheză a fost înființată înainte de contactul european, cu coalizarea a cinci dintre numeroasele popoare irocheze care apăruseră la sud de Marile Lacuri. Mulți arheologi și antropologi cred că Liga s-a format în jurul anului 1450, deși s-au adus argumente pentru o dată anterioară. O teorie susține că Liga s-a format la scurt timp după eclipsa de soare la 31 august 1142, un eveniment considerat a fi păstrat de tradiția orală despre originile Ligii. Unele surse leagă originea timpurie a confederației irocheze de adoptarea porumbului ca cultură de bază.
Antropologul Dean Snow susține că dovezile arheologice nu vin în sprijinul unei date înainte de 1450. El a spus că cei care pretind recent o dată mult mai timpurie „o pot face în scopuri politice contemporane”. Alți cercetători observă că cercetătorii-antropologi au consultat doar informatori-bărbați, pierzând astfel jumătate din narațiunea istorică relatată în tradițiile orale distincte ale femeilor. Din acest motiv, poveștile de origine tind să-i evidențieze pe cei doi bărbați Deganawidah și Hiawatha, în timp ce femeia Jigonsaseh, care joacă un rol proeminent în tradiția feminină, rămâne în mare parte necunoscută. 
În mod tradițional, fondatori ai Ligii sunt considerați Dekanawida Marele Pacificator, Hiawatha și Jigonhsasee, Mama Națiunilor, a căror casă a acționat ca un fel de ONU. Aceștia au adus Marea Lege a Păcii a Pacificatorului triburilor irocheze care se luptau, atât între ele, cât și cu alte triburi, atât algonchiene, cât și irocheze. Cinci națiuni s-au unit inițial, dând naștere numeroaselor mențiuni istorice ale Celor Cinci Națiuni ale Irochezilor Împreună cu tuscarora veniți din sud în secolul al XVIII-lea, aceste cinci triburi inițiale încă compun haudenosaunee la începutul secolului 21: mohawk, onondaga, oneida, cayuga și seneca.
Potrivit legendei, o căpetenie onondaga rea, pe nume Tadodaho, a fost ultimul convertit la căile păcii de către Marele Pacificator și Hiawatha. I s-a oferit funcția de președinte titular al Consiliului Ligii, reprezentând unitatea tuturor triburilor Ligii. Se spune că aceasta s-a întâmplat la lacul Onondaga, lângă Syracuse, New York de astăzi. Capul Ligii este încă numit Tadodaho, a cincizecea căpetenie care reprezintă onondaga în consiliu. 
Irochezii au creat ulterior o societate extrem de egalitară. Un administrator colonial britanic a declarat în 1749 că irochezii aveau „Noțiuni de libertate atât de absolute încât nu permit niciun fel de superioritate a unuia față de altul și interzic orice fel de aservire pe teritoriile lor”. În timp ce raidurile dintre triburile-membre au încetat și acestea s-au războit doar cu concurenții, irochezii au crescut la număr, în timp ce rivalii lor au scăzut. Coeziunea politică a irochezilor a devenit rapid una dintre cele mai puternice forțe din nord-estul Americii de Nord din secolele al XVII-lea și al XVIII-lea.
Consiliul Ligii, cu cincizeci de membri, rezolva disputele și căuta consensul. Totuși confederația nu decidea pentru toate cele cinci triburi, care continuau să acționeze independent și să-și formeze propriile trupe de război. De prin 1678 consiliul a început să exercite mai multă putere în negocierile cu guvernele coloniale din Pennsylvania și New York, iar irochezii au devenit diplomați foarte abili, folosindu-i pe francezi împotriva britanicilor, precum triburile individuale îi folosiseră anterior pe suedezi, olandezi și englezi.
Popoarele vorbitoare de limbi irocheze purtau războaie și făceau negoț cu membrii învecinați ai Ligii irocheze. Exploratorul Robert La Salle din secolul al XVII-lea a identificat mosopelea ca fiind printre popoarele din Valea Ohio învinse de irochezi la începutul anilor 1670. Erie și popoarele din cursul superior al Allegheny au decăzut mai devreme, în timpul Războaielor Castorilor. Către 1676 puterea susquehannock fost frântă de efectele a trei ani de epidemie, războiul cu irochezii și luptele de frontieră, unde coloniștii au profitat de slăbirea tribului.
Conform unei teorii a istoriei irocheze timpurii, după ce s-au unit în Ligă, irochezii au invadat valea râului Ohio în teritoriile care vor deveni estul Țării Ohio până în Kentucky de astăzi pentru a obține noi terenuri de vânătoare. Au strămutat circa 1200 de vorbitori ai limbii siouan din valea Ohio, precum quapaw (akansea), ofo (mosopelea ) și tutelo și alte triburi înrudite din regiune. Acestea au migrat în regiunile de pe Mississippi și regiunile piemontane de pe coasta de est.
Alte popoare cu limbi irocheze, inclusiv numeroșii wyandot (huroni), înrudiți prin organizare socială și cultură, au dispărut ca triburi ca urmare a bolilor și a războiului. Nu s-au alăturat Ligii când au fost invitați și au fost mult reduse după Războaiele Castorilor și mortalitatea ridicată din cauza bolilor infecțioase eurasiatice. În timp ce națiunile indigene au încercat uneori să rămână neutre în diferite războaie coloniale, unele s-au aliat cu europenii, ca în Războiul franco-indian, frontul nord-american al Războiului de șapte ani. Atunci Cele Șase Națiuni au fost divizate în pro-francezi și pro-britanici din cauza alianțelor încheiate.

### Expansiune
În Reflections in Bullough's Pond, istoricul Diana Muir susține că irochezii dinaintea contactului erau o cultură imperialistă, expansionistă, căreia cultivarea complexului agricol porumb/fasole/squash le-a permis să susțină o populație numeroasă. Au purtat războaie în primul rând împotriva popoarelor algonchiene vecine. Muir folosește date arheologice pentru a argumenta că expansiunea irocheză pe pământurile algonchiene a fost oprită de adoptarea agriculturii de algonchieni. Aceasta le-a permis să susțină populații proprii suficient de mari pentru a rezista cuceririi irocheze. Oamenii Confederației contestă această interpretare istorică, în ceea ce privește Liga Marii Păci ca fundament al moștenirii lor. 

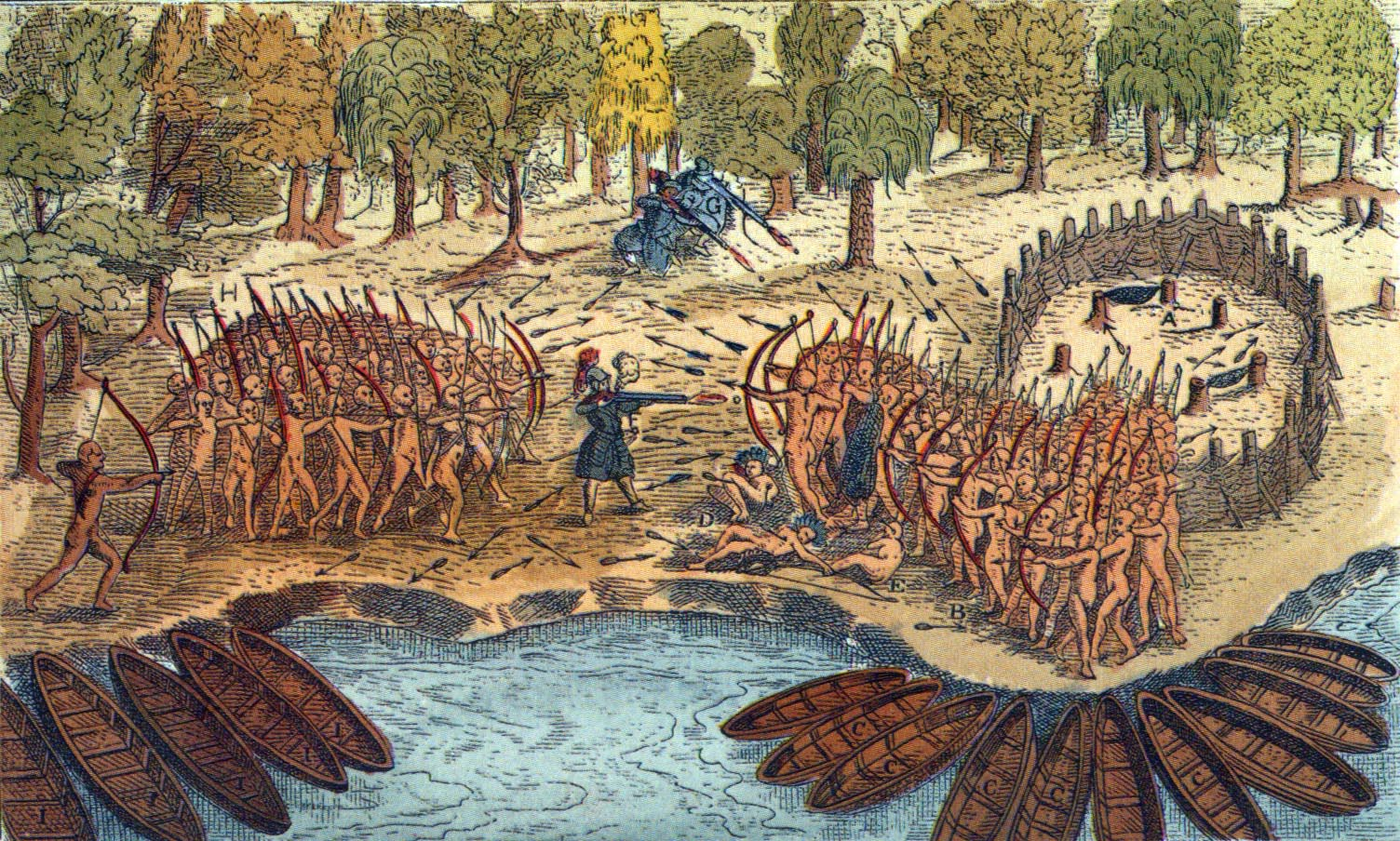
Gravură bazată pe un desen al lui Champlain din călătoria sa din 1609. Înfățișează o bătălie între triburile irocheze și algonchiene lângă Lacul Champlain

Irochezii ar putea fi kwedechii descriși în legendele orale ale națiunii mi'kmaq din estul Canadei. Aceste legende relatează că mi'kmaqii, în perioada pre-contact târzie, i-a alungat treptat pe dușmanii lor, kwedechii, spre vest în New Brunswick și, în cele din urmă, din bazinul inferior al râului Sf. Laurențiu. Micmacii au numit ultimul ținut cucerit Gespedeg sau „ultimul ținut”, din care francezii au derivat Gaspé. „Kwedechii” sunt considerați, în general, ca fiind irochezi, în special mohawk; expulzarea lor din Gaspé de către mi'kmaq a fost estimată ca având loc c. 1535–1600.
În jurul anului 1535 Jacques Cartier a menționat grupuri de vorbitori de irocheza în peninsula Gaspé și de-a lungul râului Sf. Laurențiu. Arheologii și antropologii i-au definit pe irochezii de pe Sf. Laurențiu ca un grup distinct și separat (și posibil mai multe grupuri discrete), care trăiesc în satele Hochelaga și altele din apropiere (aproape de Montrealul de astăzi), care fuseseră vizitate de Cartier. În 1608, când Samuel de Champlain a vizitat zona, acea parte a văii râului Sf. Laurențiu nu avea așezări, dar era controlată de mohawk ca teren de vânătoare. Soarta irochezilor pe care i-a întâlnit Cartier rămâne un mister și tot ce se poate afirma cu certitudine este că au dispărut până la sosirea lui Champlain. Pe peninsula Gaspé Champlain a întâlnit grupuri de limbă algonchiană. Identitatea exactă a fiecăruia dintre aceste grupuri este încă dezbătută. La 29 iulie 1609 Champlain și-a asistat aliații în înfrângerea unui detașament mohawk pe malul a ceea ce se numește acum Lacul Champlain și, în iunie 1610, Champlain a luptat din nou împotriva mohawcilor.
Irochezii au devenit bine cunoscuți în coloniile sudice în secolul al XVII-lea. După prima așezare engleză la Jamestown, Virginia (1607), numeroase relatări din secolul al XVII-lea descriu un popor puternic cunoscut Confederației Powhatan drept massawomeck, iar francezilor ca antouhonoron. Se spunea că provin din nord, dincolo de teritoriul susquehannock. Istoricii i-au identificat adesea pe massawomeck/antouhonoron drept haudenosaunee.
În 1649 un detașament irochez, format în mare parte din seneca și mohawk, a distrus satul huron Wendake. La rândul său, acest lucru a dus în cele din urmă la destrămarea națiunii huronilor. Fără nici un dușman rămas la nord, irochezii și-au îndreptat forțele asupra Națiunilor Neutre de pe malul nordic al lacurilor Erie și Ontario, susquehannock, vecinii lor la sud. Apoi au distrus alte triburi de limbă irocheză la vest, inclusiv erie, în 1654, din cauza concurenței în comerțul cu blănuri. Apoi i-au distrus pe mohicani. După victoriile lor au dominat în zona de la Mississippi la Oceanul Atlantic; de la râul Sf. Laurențiu până la golful Chesapeake.
La acea vreme erau în jur de 10.000 de irochezi, insuficienți pentru a se opune populației europene de 75.000 în 1660, 150.000 în 1680 și 250.000 în 1700. Michael O. Varhola susținea că succesul lor în cucerirea și supunerea triburilor din jur ar fi slăbit paradoxal răspunsul indigen la creșterea europeană, devenind astfel victime ale propriului succes.
Cele Cinci Națiuni ale Ligii au stabilit relații comerciale cu olandezii din Fort Orange (Albany, New York de astăzi), schimbând blănuri pe mărfuri europene, o relație economică care le-a schimbat profund modul de viață și a dus la vânarea excesivă a castorilor.
Între 1665 și 1670 irochezii au înființat șapte sate pe malul nordic al lacului Ontario din Ontario de astăzi, cunoscute în mod colectiv cu numele de sate „Iroquois du Nord”. Satele au fost abandonate toate către 1701.
De-a lungul anilor 1670–1710 Cele Cinci Națiuni au ajuns să domine politic o mare parte din Virginia, la vest de Fall Line și până în valea râului Ohio în Virginia de Vest și Kentucky de astăzi. Ca urmare a Războaielor Castorilor, au izgonit triburile vorbitoare de siouan și au păstrat teritoriul ca teren de vânătoare prin dreptul cuceririi. Au vândut în cele din urmă coloniștilor britanici drepturile lor rămase la pământurile de la sud de Ohio în 1768, prin Tratatul de la Fort Stanwix.

Harta triburilor din New York înainte de sosirea europenilor:
Vorbitorii de limbi irocheze
Vorbitorii de limbi algonchiene

     Vorbitorii de limbi irocheze
     Vorbitorii de limbi algonchiene

### Războaiele Castorilor
Începând cu 1609 Liga s-a angajat în Războaiele Castorilor de zeci de ani împotriva francezilor, a aliaților lor huroni și a altor triburi învecinate, inclusiv petun, erie și susquehannock. Încercând să controleze accesul la vânat de dragul comerțul profitabil cu blănuri, au invadat popoarele algonchiene de pe coasta Atlanticului (lenape sau delaware), anishinaabe din regiunea boreală a Scutului Canadian, și nu de puține ori și coloniile engleze. În timpul Războaielor Castorilor, se spunea că i-au învins și asimilat pe huroni (1649), petun (1650), Națiunile Neutrale (1651), erie (1657) și susquehannock (1680). Opinia tradițională este că aceste războaie au fost o modalitate de a controla comerțul lucrativ cu blănuri pentru a cumpăra bunuri europene de care deveniseră dependenți. 
O cercetare recentă a dezvoltat acest punct de vedere, susținând că Războaiele Castorilor au fost o escaladare a tradiției irocheze a „Războaielor de doliu”. Această viziune sugerează că irochezii au lansat atacuri la scară largă împotriva triburilor învecinate pentru a răzbuna sau a înlocui mulțimea de morți în lupte și epidemii de variolă.
În 1628 mohawkii l-au învins pe mahicani pentru a câștiga un monopol în comerțul cu blănuri cu olandezii la Fort Orange (Albany de astăzi), Noua Olanda. Ei nu vor permite indigenilor de la nord să facă comerț cu olandezii. Către 1640 aproape că nu mai existau castori pe pământurile lor, reducându-i pe irochezi la rolul de intermediari în comerțul cu blănuri între popoarele indiene din vest și nord și europenii dornici de valoroasele blănuri de castor. În 1645 s-a stabilit o pace provizorie între irochezi și huroni, algonchieni și francezi.
În 1646 misionarii iezuiți de la Sainte-Marie-au-pays-des-Hurons au plecat ca soli în țara mohawk pentru a proteja pacea precară. Atitudinile mohawcilor față de pace s-au înrăutățit după ce iezuiții s-au pornit deja și războinicii i-au atacat pe drum. Misionarii au fost duși în satul Ossernenon (lângă Auriesville, New York de astăzi), unde clanurile moderate ale Țestoasei și Lupului au recomandat eliberarea lor, dar membrii furioși ai clanului Ursului l-au ucis pe Jean de Lalande⁠(en)[traduceți] și pe Isaac Jogues pe 18 octombrie 1646. Biserica Catolică îi comemorează pe cei doi preoți francezi și pe fratele laic iezuit René Goupil (ucis la 29 septembrie 1642) printre cei opt martiri nord-americani.
În 1649, în timpul Războaielor Castorilor, irochezii au folosit arme olandeze recent achiziționate ca să-i atace pe huroni, aliați ai francezilor. Aceste atacuri, în primul rând împotriva așezărilor hurone, Taenhatentaron (St. Ignace ) și St. Louis în ceea ce este acum Simcoe County, Ontario, au fost ultimele bătălii care au distrus efectiv Confederația Huronilor. Misiunile iezuiților din Huronia, pe malul Georgian Bay, au fost abandonate în fața atacurilor irocheze, iezuiții conducându-i pe huronii supraviețuitori spre est, către așezările franceze de pe Sf. Laurențiu Relațiile Iezuiților exprimau o oarecare uimire că cele cinci națiuni reușeau să domine teritoriul „pe cinci sute de leghe în jur, deși numărul lor este foarte mic”. Din 1651 până în 1652 irochezii au atacat susquehannock, la sud de ei în Pennsylvania de astăzi, fără succese de durată.
La începutul secolului al XVII-lea Confederația Irocheză se afla la apogeul puterii sale, cu o populație totală de aproximativ 12.000. În 1653 onondaga au înaintat o invitație de pace către Noua Franță. O expediție de iezuiți, condusă de Simon Le Moyne, a stabilit Sainte Marie de Ganentaa în 1656 pe teritoriul lor. Au fost nevoiți să abandoneze misiunea până în 1658, odată cu reluarea ostilităților, posibil din cauza morții bruște a 500 de indigeni din cauza unei epidemii de variolă, o boală infecțioasă europeană la care nu aveau imunitate.
Din 1658 până în 1663 irochezii au fost în război cu susquehannock și aliații lor: lenape și Provincia Maryland. În 1663 o mare forță invadatoare irocheză a fost învinsă lângă cetatea principală a susquehannock. În 1663 irochezii erau în război cu tribul sokoki de pe cursul superior al râului Connecticut. Variola a lovit din nou și, din cauza bolilor, foametei și războiului, irochezii erau în pericol de dispariție. În 1664 o ceată oneida a atacat aliații susquehannock-ilor la Golful Chesapeake.
În 1665 trei dintre cele cinci națiuni au încheiat pace cu francezii. În anul următor, guvernatorul general al Noii Franțe, marchizul de Tracy, a trimis regimentul Carignan să-i înfrunte pe mohawk și oneida. Mohawk s-au eschivat de la luptă, dar francezii le-au ars satele, pe care le numeau „castele”, și semănăturile. În 1667 cele două triburi irocheze rămase au semnat un tratat de pace cu francezii și au acceptat să le permită misionarilor să-le viziteze satele. Irochezii îi numeau pe misionarii iezuiți francezi „haine negre”. Aceștia au început să-i îndemne pe convertiții catolici să se mute în satul Caughnawga lângă Montreal. Acest tratat a ținut 17 ani.

#### 1670–1701

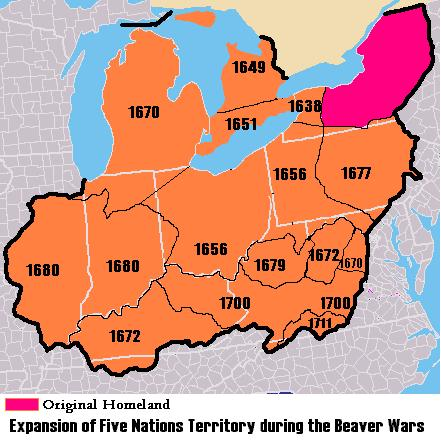
Cuceririle irocheze din 1638–1711

Prin 1670 irochezii au alungat tribul mannahoac vorbitor de siouan din partea de nord a Piemontului Virginiei și au început să revendice drepturi asupra acestui teritoriu. În 1672 au fost învinși de un detașament al susquehannock și au apelat la guvernatorul francez Frontenac pentru sprijin.
Niște istorii vechi afirmă că irochezii i-au învins pe susquehannock, dar acest lucru este nedocumentat și îndoielnic.  În 1677 irochezii au adoptat în națiunea lor majoritatea vorbitoare de irocheza a susquehannock.
În ianuarie 1676 guvernatorul coloniei New York Edmund Andros a trimis o scrisoare către capeteniile irochezilor cerându-le ajutorul în războiul regelui Philip, întrucât coloniștii englezi din New England întâmpinau multe dificultăți în lupta împotriva wampanoag conduși de Metacom. În schimbul puștilor engleze, un detașament irochez a devastat teritoriul wampanoag în februarie 1676, distrugând sate și magazii alimentare și luând mulți prizonieri.
Catre 1677 irochezii au format o alianță cu englezii printr-un acord cunoscut cu numele de Covenant Chain. Către 1680 Confederația Irocheză avea o poziție puternică, eliminând susquehannock și wampanoag, luând un număr mare de captivi pentru a-și spori populația și asigurându-și o alianță cu englezii care furnizau arme și muniții. Împreună, aliații s-au luptat cu francezii și aliații lor, huronii, dușmani tradiționali ai Confederației. Irochezii au colonizat țărmul nordic al lacului Ontario și au făcut raiduri în vest până în Illinois Country. Triburile din Illinois au fost în cele din urmă înfrânte, nu de către irochezi, ci de potawatomi.
În 1679 susquehannock, cu ajutorul irochezilor, au atacat aliații Marylandului piscataway și mattawoman. Pace nu s-a făcut decât în 1685. În aceeași perioadă, misionarii iezuiți francezi au activat în Irochezia, ceea ce a dus la o mutare voluntară în masă a multor haudenosaunee în valea Sf. Laurențiu la Kahnawake și Kanesatake lângă Montreal. A fost intenția francezilor să-i folosească pe haudenosaunee catolici din valea Sf. Laurențiu ca zonă-tampon ca să țină triburile haudenosaunee, aliații englezilor, în nordul statului New York de astăzi, departe de centrul comerțului francez cu blănuri din Montreal. Încercările atât ale englezilor, cât și ale francezilor de a folosi aliații lor haudenosaunee au dat greș, deoarece cele două grupuri de haudenosaunee au arătat o „profundă reticență de a se ucide reciproc”. În urma mutării irochezilor catolici în valea Sf. Laurențiu, istoricii îi descriu de obicei pe irochezii de lângă Montreal ca irochezi canadieni, pe când cei rămași în patria lor istorică din nordul statului New York de astăzi sunt numiți Liga Irochezilor.
În 1684 guvernatorul Noii Franțe, Joseph-Antoine Le Febvre de La Barre, a decis să lanseze o expediție punitivă împotriva senecilor, care atacau negustorii de blănuri francezi și algonchieni în valea râului Mississippi și a cerut ca haudenosaunee catolici să contribuie cu luptători. Expediția La Barre s-a încheiat cu un eșec în septembrie 1684, când gripa a izbucnit printre troupes de la Marine franceze, pe când războinicii irochezi canadieni au refuzat să lupte, angajându-se doar în bătălii de insulte cu războinicii seneca. Regele Ludovic al XIV-lea al Franței a fost nemulțumit de eșecul lui La Barre, ceea ce a dus la înlocuirea sa cu Jacques-René de Brisay de Denonville, marchizul de Denonville (guvernator în 1685–1689), care a sosit în august cu porunca Regelui-Soare să zdrobească Confederația Haudenosaunee și să apere onoarea Franței și în sălbăticiile Americii de Nord.

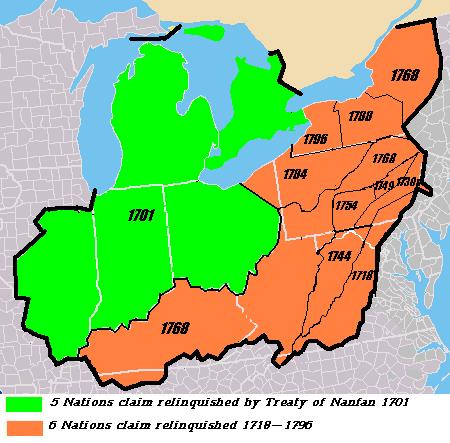
Harta cu datele la care irochezii au pierdut teritorii, 1701–1796. Notă: În Tratatul Nanfan din 1701 Cele Cinci Națiuni au renunțat la pretențiile lor nominale de a „vâna castori” la nord de Ohio în favoarea Angliei; oricum, aceste zone erau de facto controlate de alte triburi aliate cu Franța.

În 1684 irochezii au invadat din nou teritoriul Virginiei și Illinoisului și au atacat fără succes avanposturile franceze din cel din urmă. Încercând să reducă războiul din Valea Shenandoah în Virginia, mai târziu în acel an, Colonia Virginia a convenit într-o conferință la Albany să recunoască dreptul irochezilor de a utiliza calea Nord-Sud, cunoscută ca Great Warpath, aflată la est de Blue Ridge, cu condiția să nu atace așezările englezești la est de Fall Line.
În 1687 marchizul de Denonville a plecat spre Fort Frontenac (Kingston, Ontario de astăzi) cu o forță bine organizată. În iulie 1687 Denonville a luat cu el în expediție o forță mixtă de troupes de la Marine, milițieni franco-canadieni și 353 de războinici indieni din așezările misiunii iezuite, inclusiv 220 haudenosaunee. S-au întâlnit în condiții de armistițiu cu 50 de sahemi ereditari ai consiliului onondaga, pe malul nordic al lacului Ontario, în sudul Ontario de astăzi. Denonville a recucerit fortul pentru Noua Franță și i-a capturat, ferecat și trimis pe cele 50 de capetenii irocheze la Marsilia, Franța, ca să fie folosiți ca sclavi la galere. Unii dintre haudenosaunee catolici au fost revoltați de această trădare față de niște negociatori, ceea ce i-a făcut pe cel puțin 100 dintre ei să dezerteze la seneca. Denonville a justificat înrobirea, spunând că, în calitate de „european civilizat”, el nu respectă obiceiurile „sălbaticilor” și că va face ce-i va fi pe plac cu ei. La 13 august 1687 un grup de soldați francezi a nimerit într-o ambuscadă a seneca și a fost aproape căsăpit aproape în totalitate; cu toate acestea, seneca au fugit când au sosit forțele franceze principale. Restul războinicilor haudenosaunee catolici au refuzat să-i urmărească pe seneca în retragere.
Denonville a devastat țara seneca, debarcând o armată franceză în Golful Irondequoit, lovind direct în centrul puterii seneca și distrugând multe dintre satele lor. Fugind în fața atacului, seneca s-a deplasat mai departe spre vest, est și sud, pe râul Susquehanna. Deși s-au făcut mari daune patriei lor, puterea militară a senecilor nu a fost slăbită în mod semnificativ. Confederația și seneca au făcut alianță cu englezii care se asezau în est. Distrugerea țării seneca i-a înfuriat pe membrii Confederației Irocheze. La 4 august 1689 au ripostat prin arderea Lachine, un orășel lângă Montreal. O mie și jumătate de războinici irochezi au hărțuit apărarea Montreal timp de multe luni înainte de aceasta.
În cele din urmă și l-au epuizat și învins pe Denonville și forțele sale. Mandatul său a fost urmat de revenirea lui Frontenac în următorii nouă ani (1689–1698). Frontenac aranjase o nouă strategie pentru a slăbi irochezii. Ca act de conciliere, el i-a găsit pe cei 13 sachemi supraviețuitori din cei 50 capturați și s-a întors cu ei în Noua Franță în octombrie 1689. În 1690 Frontenac a distrus satul Schenectady și în 1693 a ars trei sate mohawk și a luat 300 de prizonieri.
În 1696 Frontenac a decis să pornească împotriva irochezilor, în ciuda vârstei de șaptezeci și șase de ani. El a decis să se ocupe de oneida și onondaga, în locul mohawk care fuseseră dușmanii preferați ai francezilor. La 6 iulie a părăsit Lachine în fruntea unei forțe considerabile și a mers spre satul onondaga, unde a ajuns o lună mai târziu. Cu sprijinul francezilor, triburile algonchiene au alungat irochezii din teritoriile de la nord de lacul Erie și la vest de Cleveland, Ohio de astăzi, regiuni pe care le cuceriseră în timpul Războaielor Castorilor. Între timp, iroizii își abandonaseră satele. Întrucât urmărirea nu era posibilă, armata franceză și-a început marșul de întoarcere pe 10 august. Sub conducerea Frontenac, miliția canadiană a devenit din ce în ce mai pricepută la războiul de gherilă, ducând războiul pe teritoriul irochez și atacând o serie de așezări engleze. Irochezii nu au mai amenințat niciodată colonia franceză.
În cursul războiului regelui William (partea nord-americană a războiului Marii Alianțe), irochezii erau aliați cu englezii. În iulie 1701 au încheiat „Tratatul Nanfan ”, cedând englezilor pe o mare întindere la nord de râul Ohio. Irochezii pretindeau că au cucerit acest teritoriu cu 80 de ani mai devreme. Franța nu a recunoscut tratatul, deoarece avea așezări pe teritoriu în cauză, iar englezii nu aveau practic niciuna. Între timp irochezii negociau pacea cu francezii; părțile au semnat Marea pace din Montreal în același an.

### Războaiele din secolul al XVIII-lea
După tratatul de pace din 1701 cu francezii, irochezii au rămas în cea mai mare parte neutri. În cursul secolului al XVII-lea irochezii dobândiseră o reputație înfricoșătoare în rândul europenilor și politica celor șase națiuni era să folosească această reputație pentru a-i opune pe francezi britanicilor ca să obțină maximul de beneficii materiale. În 1689 coroana engleză a furnizat celor șase națiuni bunuri în valoare de 100 de lire sterline în schimbul ajutorului împotriva francezilor, în anul 1693 irochezii au primit bunuri în valoare de 600 de lire sterline, iar în anul 1701 s-au ales cu bunuri în valoare de 800 GBP
În timpul Războiului reginei Anne (teatrul nord-american a Războiului succesiunii spaniole), ei au fost implicați în atacuri planificate împotriva francezilor. Peter Schuyler, primarul orașului Albany, a aranjat ca trei căpetenii mohawk și o căpetenie mahicană (cunoscuți incorect ca Four Mohawk Kings) să meargă la Londra în 1710 pentru a se întâlni cu regina Anne într-un efort de a încheia o alianță cu britanicii. Regina Anne a fost atât de impresionată de vizitatorii ei încât a comandat portretele lor pictorului de curte John Verelst. Portretele sunt considerate a fi cele mai vechi portrete în ulei ale unor aborigen, pictate după original.

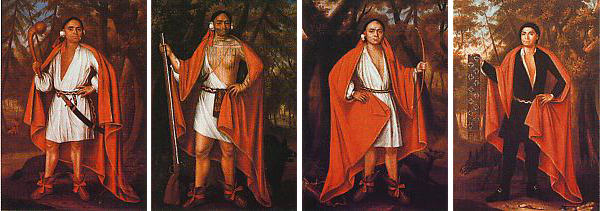
Cei patru „Mohawk Kings” care au călătorit la Londra în 1710.

În primul sfert al secolului al XVIII-lea, tribul de limbă irocheză tuscarora a fugit la nord în fața colonizării britanice a Carolinei de Nord și a războiului intertribal. Au cerut să devină a șasea națiune a Confederației Irocheze. Nu aveau drept de vot, dar au primit protecția haudenosaunee.
Atitudinea irochezilor față de triburile înfrânte prevedea mai degrabă asimilarea în cadrul „Lanțului Legământului” și a Marii Legi a Păcii, decât masacrarea în totalitate. Atât lenni lenape, cât și shawnee au fost scurt timp dependenți de cele șase națiuni, în timp ce populațiile irocheze supuse au apărut în perioada următoare în regiunea Ohio cu numele de mingo, vorbind un dialect asemănător celui al seneca. În timpul Războiului succesiunii spaniole, cunoscut americanilor drept „războiul reginei Anne”, irochezii au rămas neutri, favorizând englezii. Misionarii anglicani au fost activi la irochezi și au conceput un sistem de scriere pentru ei.

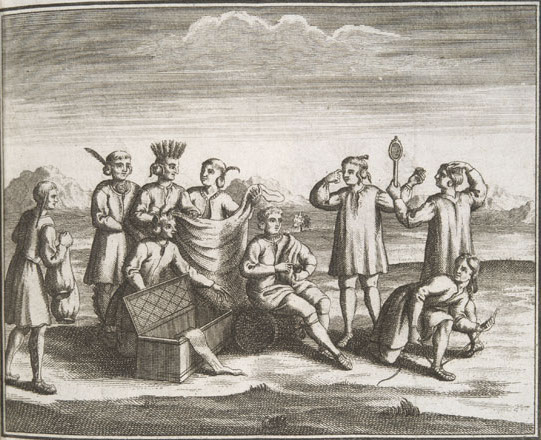
Irochezii fac comerț cu europenii, 1722

În 1721 și 1722 locotenentul guvernator Alexander Spotswood din Virginia a încheiat un nou tratat la Albany cu irochezii, reînnoind Lanțul Legământului și acceptând să recunoască Blue Ridge drept hotar dintre Colonia Virginia și irochezi. Dar, pe măsură ce coloniștii europeni au început să treacă dincolo de Blue Ridge și în Valea Shenandoah în anii 1730, irochezii s-au opus. Autoritățile din Virginia le-au spus că hotarul urma să-i împiedice pe irochezi să pătrundă la est de Blue Ridge, dar nu i-a împiedicat pe englezi să se extindă spre vest. Tensiunile au crescut în următoarele decenii, iar irochezii au fost la un pas de a intra în război cu Colonia Virginia. În 1743 guvernatorul Gooch le-a plătit suma de 100 de lire sterline pentru orice teren colonizat în Vale care a fost revendicat de irochezi. În anul următor, prin Tratatul de la Lancaster, irochezii au vândut Virginiei toate drepturile în Valea Shenandoah pentru 200 de lire sterline în aur.
În timpul Războiului cu francezii și indienii (teatrul nord-american al Războiului de șapte ani), Liga Irocheză s-a alăturat britanicilor împotriva francezilor și a aliaților lor algonchieni, dușmanii lor tradiționali. Irochezii sperau că ajutându-i pe britanici vor avea beneficii după război. Unii războinici irochezi s-au alăturat campaniei. În schimb, irochezii canadieni i-au susținut pe francezi.

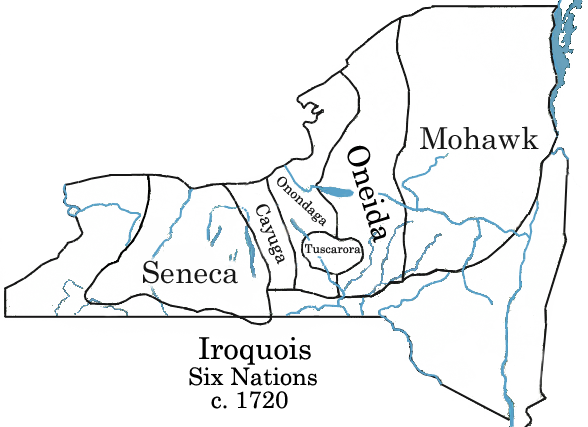
Cele Șase Națiuni din 1720

În 1711 refugiații din Germania de sud-vest, cunoscuți drept palatini, au apelat la mamele clanurilor irocheze pentru permisiunea de a se așeza pe pământurile lor. Către primăvara anului 1713 aproximativ 150 de familii palatine arendau terenuri de la irochezi. Irochezii i-au învățat pe palatini să crească „cele trei surori” așa cum își numeau culturile de bază de fasole, porumb și dovlecei și să găsească nuci, rădăcini și fructe de pădure comestibile. În schimb, palatinii i-au învățat pe irochezi să cultive grâu și ovăz și să folosească plugurile și sapele de fier. Ca urmare a banilor câștigați din pământul închiriat palatinilor, elita irocheză a renunțat să trăiască în case lungi și a început să trăiască în case în stil european, având un venit egal cu o familie engleză de clasă mijlocie. Spre mijlocul secolului al XVIII-lea a apărut o lume multiculturală, cu irochezi trăind alături de coloniști germani și scoțieni-irlandezi. Așezările palatinilor erau amestecate cu satele irocheze. În 1738 un irlandez, William Johnson, care a avut succes ca negustor de blănuri, s-a așezat la irochezi. Johnson, care a devenit foarte bogat din negoț cu blănuri și speculații funciare, a învățat limbile irochezilor, a avut relații cu multe dintre femeile lor și a devenit principalul intermediar între englezi și Ligă. În 1745 Johnson a fost numit superintendent la nord pentru afaceri indiene, oficializându-și poziția.

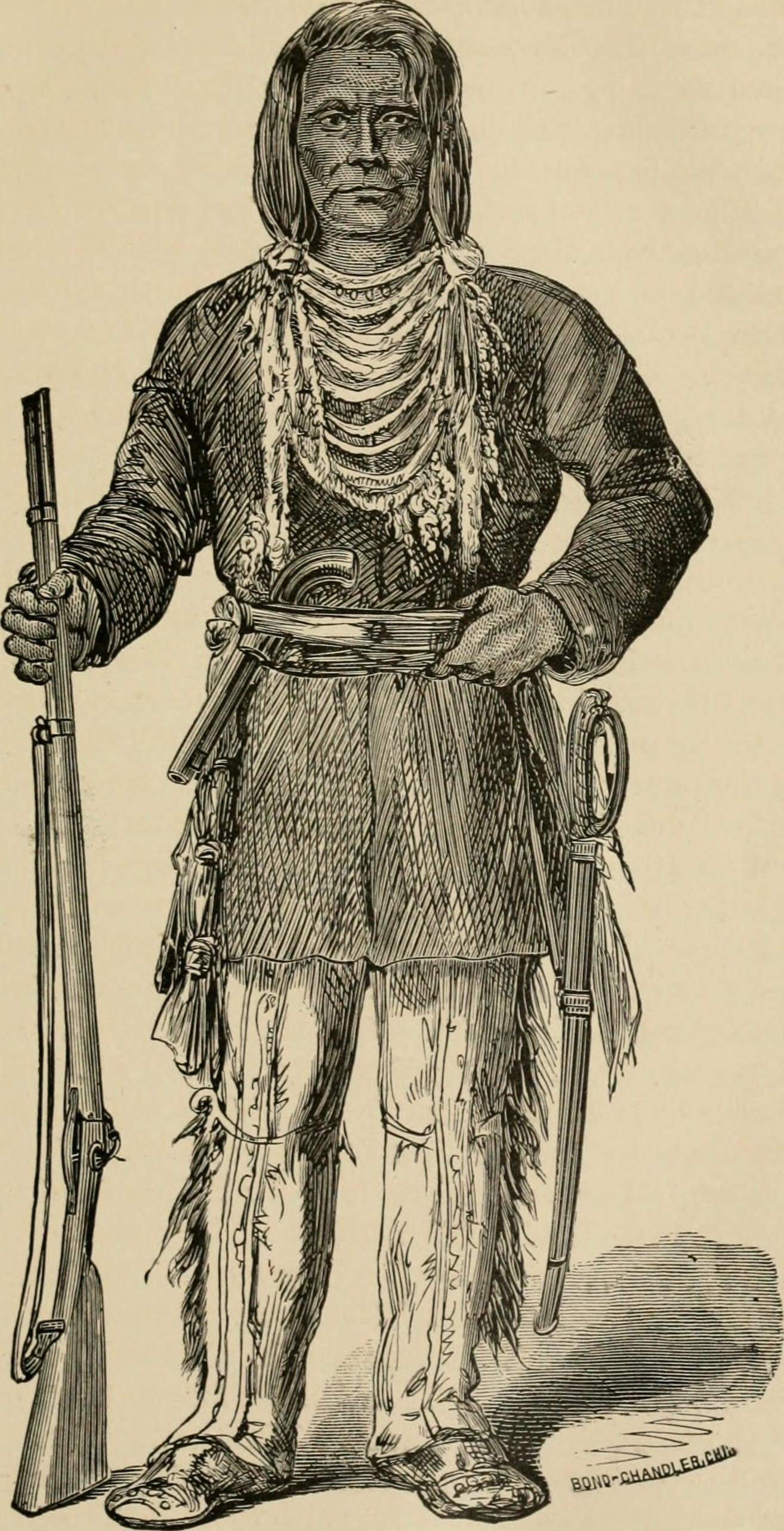
O căpetenie irocheză la începutul secolului al XVIII-lea

La 9 iulie 1755 forțele regulate britanice și miliția Virginiei sub conducerea generalului Edward Braddock a fost aproape complet distrusă în valea râului Ohio de francezi și de aliații lor indieni în bătălia de la Monongahela. Johnson, care avea sarcina de a atrage Liga Irocheză de partea britanică, a condus o forță mixtă anglo-irocheză la victorie la Lac du St Sacrement, cunoscut britanicilor drept Lake George. În bătălia de pe lacul George un grup de catolici mohawk (din Kahnawake) și forțe franceze au ambuscadat o coloană britanică condusă de mohawk; mohawkii au fost profund tulburați, deoarece și-au creat confederația pentru pace între ei și nu au purtat război unul împotriva celuilalt. Johnson a încercat să pândească o forță de 1.000 de soldați francezi și 700 de irochezi canadieni conduși de baronul Dieskau, care a respins atacul și a ucis pe batrâna căpetenie de război mohawkă, Peter Hendricks. La 8 septembrie 1755 Diskau a atacat tabăra lui Johnson, dar a fost respins cu mari pierderi. Deși bătălia de la lacul George a fost o victorie britanică, pierderile mari printre mohawk și oneida au determinat Liga să-și declare neutralitatea în război. În ciuda eforturilor lui Johnson, Liga Irocheză a rămas neutră în următorii câțiva ani, iar o serie de victorii franceze la Oswego, Louisbourg, Fort William Henry și Fort Carillon au asigurat că Liga Irocheză nu va lupta pe ceea ce părea a fi partea pierzătoare.
În februarie 1756 francezii au aflat de la un spion, Oratory, o căpetenie oneida, că britanicii adunau provizii la Oneida Carrying Place, un portaj crucial între Albany și Oswego, pentru o ofensivă la primăvară în Ontario de astăzi. Dat fiind că gheața pe râuri se topea la sud de lacul Ontario în medie cu două săptămâni înainte ca la nord de lacul Ontario, britanicii ar fi putut înainta împotriva bazelor franceze de la Fort Frontenac și Fort Niagara înainte ca forțele franceze din Montreal să le poată veni în ajutor, ceea ce din perspectivă franceză necesita o lovitură preventivă la Oneida Carrying Place în timpul iernii. Cu această lovitură marchizul de Vaudreuil, guvernatorul general al Noii Franțe, l-a însărcinat pe Gaspard-Joseph Chaussegros de Léry, un ofițer al troupes de la Marine, care a cerut și a primit ajutorul irochezilor canadieni ca să-l ghideze spre Oneida Carrying Place. Irochezii canadieni s-au alăturat expediției, care a pornit din Montreal pe 29 februarie 1756, presupunând că vor lupta doar împotriva britanicilor, nu și împotriva Ligii și că nu vor asalta forturi.
La 13 martie 1756 un călător indian oswegatchie a informat expediția că britanicii au construit două forturi la Oneida Carrying Place, ceea ce a făcut ca majoritatea irochezilor canadieni să dorească să se întoarcă înapoi, susținând că riscul asaltului unui fort ar însemna prea multe victime și mulți au abandonat expediția. La 26 martie 1756 forțele lui Léry din troupes de la Marine și milițieni franco-canadieni, care nu mâncaseră de două zile, au obținut proviziile atât de necesare când irochezii canadieni au ambuscadat un convoi britanic care aducea provizii la Fort William și Fort Bull. În ceea ce privește irochezii canadieni, raidul a fost un succes, deoarece au capturat 9 care cu provizii și au luat 10 prizonieri fără a pierde un singur om, și pentru ei să se angajeze într-un atac frontal împotriva celor două forturi de lemn cum voia Léry era irațional. Irochezul canadian l-a informat pe Léry „dacă aș voi să mor cu orice preț, aș fi eroul francezilor, dar nu aveau să mă urmeze”. În cele din urmă aproximativ 30 de irochezi canadieni s-au alăturat cu reticență asaltului lui Léry asupra Fort Bull în dimineața zilei de 27 martie 1756, când francezii și aliații lor indieni au asaltat fortul, în cele din urmă croindu-și drumul prin poarta principală cu un berbec la amiază. Ulterior francezii au distrus toate proviziile britanice și Fortul Bull în sine, asigurând flancul de vest al Noii Franțe. În aceeași zi forțele principale ale irochezilor canadieni a atacat din ambuscadă o forță de ajutorare din Fort William care venea în ajutorul Fortului Bull.
Diferența crucială între modul european de a purta război și cel al indigenilor era că Europa avea milioane de oameni, ceea ce însemna că generalii britanici și francezi erau gata să-și asigure victoria cu prețul vieții a mii de oameni, deoarece pierderile lor puteau fi întotdeauna înlocuite; din contra, irochezii aveau o populație considerabil mai mică și nu își puteau permite pierderi mari, ceea ce putea paraliza o comunitate. Obiceiul irochezilor al „războaielor de doliu” cu luări de prizonieri care vor deveni irochezi reflectă nevoia continuă de oameni în comunitățile irocheze. Războinicii irochezi erau curajoși, dar luptau până la moarte numai dacă era necesar, de obicei pentru a-și proteja femeile și copiii; de altfel, preocuparea crucială a căpeteniilor irocheze era întotdeauna păstrarea oamenilor lor. Istoricul canadian D. Peter MacLeod scria că modul irochez de a purta război se bazează pe filosofia lor de vânătoare, unde un vânător de succes va doborî eficient un animal fără pierderi printre oamenii săi și, la fel, un lider de război de succes va provoca pierderi inamicului fără să aibă pierderi.
Irochezii au intrat din nou în război de partea englezilor doar la sfârșitul anului 1758, după ce aceștia au cucerit Louisbourg și Fort Frontenac. Prin Tratatul de la Fort Easton din octombrie 1758 irochezii i-au obligat pe lenape și pe shawnee care luptaseră pentru francezi să declare neutralitate. În iulie 1759 irochezii l-au ajutat pe Johnson să ia Fortul Niagara. În campania care a urmat, Liga Irocheză l-a ajutat pe generalul Jeffrey Amherst să captureze diverse forturi franceze de pe Marile Lacuri și din valea Sf. Laurențiu în timp ce înainta spre Montreal, pe care l-a luat în septembrie 1760. Istoricul britanic Michael Johnson scria că irochezii „au jucat un rol major de sprijin” în victoria britanică finală în Războiul de șapte ani. În 1763 Johnson a părăsit vechea sa casă din Fort Johnson de dragul unei proprietăți fastuoase, pe care a numit-o Johnson Hall, care a devenit un centru al vieții sociale din regiune. Johnson era aproapiat de două familii albe, Butler și Croghan, și trei familii mohawk, Brant, Hill și Peter.
După război, ca să protejeze alianța lor, guvernul britanic a emis Proclamația Regală din 1763, interzicând colonizarea anglo-europeană (albă) dincolo de Munții Apalași. Coloniștii au ignorat în mare ordinul, iar britanicii nu aveau suficienți soldați ca să-l pună în aplicare.
Din cauza ciocnirilor irochezii au fost de acord să mute din nou hotarul prin Tratatul de la Fort Stanwix (1768). Johnson ca superintendent britanic al afacerilor indiene în districtul nordic, a convocat națiunile irocheze la o mare conferință în vestul New York-ului, la care au participat în total 3.102 de indieni. Aveau de mult timp relații bune cu Johnson, care făcuse comerț cu ei și le învățase limbile și obiceiurile. După cum a remarcat Alan Taylor în istoria sa, The Divided Ground: Indians, Settlers, and the Northern Borderland of the American Revolution (2006), irochezii erau gânditori creativi și strategici. Au ales să vândă coroanei britanice toate drepturile lor rămase asupra teritoriilor dintre râurile Ohio și Tennessee, pe care nu le ocupau, sperând astfel să devieze presiunea engleză asupra teritoriilor lor din provincia New York.

### Revoluția Americană

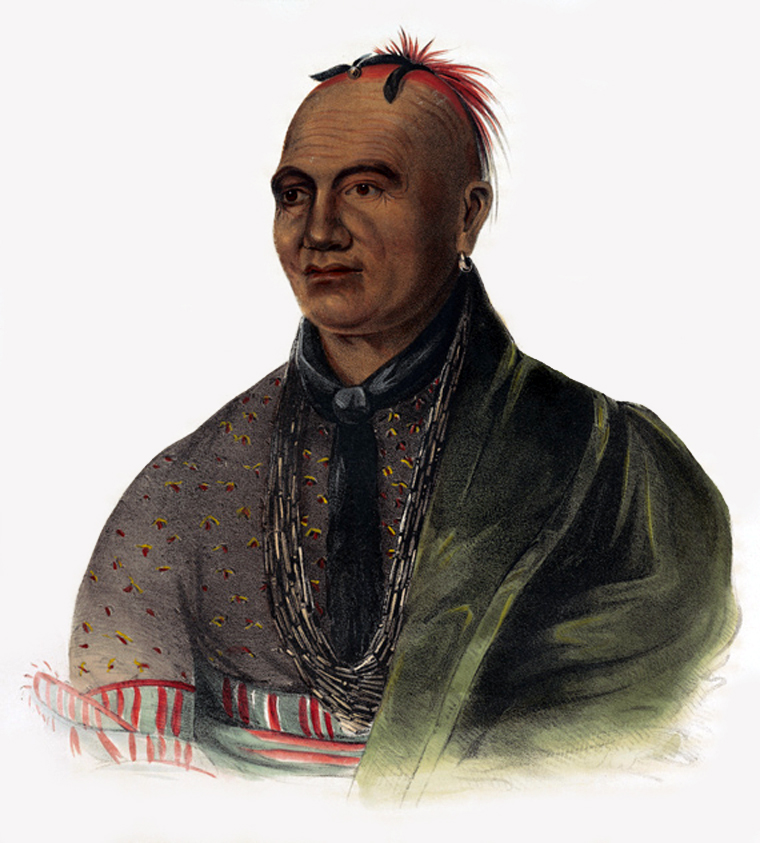
Litografia liderului politic și militar mohawk Thayendanegea sau Joseph Brant

În timpul Revoluției Americane irochezii au încercat mai întâi să rămână neutri. Reverendul Samuel Kirkland, un preot congregaționalist care lucra ca misionar, îi presa pe oneida și tuscarora pentru o neutralitate pro-americană, pe când Guy Johnson și vărul său John Johnson îi presau pe mohawk, cayuga și seneca să lupte pentru britanici. Presați să adere la o parte sau alta, tuscarora și oneida s-au alăturat coloniștilor, în timp ce mohawk, seneca, onondaga și cayuga au rămas loiali Marii Britanii, cu care aveau relații mai strânse. Joseph Louis Cook și-a oferit serviciile SUA și a fost numit de Congres locotenent colonel - cel mai înalt grad deținut de orice indigen american pe timp de război. Căpetenia de război mohawkă, Joseph Brant, împreună cu John Butler și John Johnson au recrutat forțe diverse rasial de neregulați ca să lupte pentru Coroană. Molly Brant era soția de drept a lui Sir William Johnson și prin patronajul ei fratele ei Joseph a devenit căpetenie de război.
Căpetenie de război mohawkă, Joseph Brant, alte căpetenii de război și aliații britanici au efectuat numeroase operațiuni împotriva așezărilor de frontieră din Valea Mohawk, inclusiv masacrul din Cherry Valley, distrugând multe sate și culturi și ucigând și capturând locuitori. Raidurile distructive ale lui Brant și ale altor loialiști au dus la apeluri către Congres pentru ajutor. Continentalelii au ripostat și în 1779 George Washington a trimis Campania Sullivan, condusă de col. Daniel Brodhead și generalul John Sullivan, împotriva națiunilor irocheze, „nu doar să atace, ci sa distrugă” alianța britanică-indiană. Au ars multe sate și magazii irocheze din vestul New Yorkului; refugiații s-au pornit la nord în Canada. La sfârșitul războiului puține case și hambare din vale supraviețuiseră luptelor. După expediția lui Sullivan Brant a vizitat orașul Quebec ca să-i ceară generalului Sir Frederick Haildmand asigurări că mohawk și ceilalți irochezi loialiști vor primi o nouă patrie în Canada, dacă britanicii vor pierde, drept compensație pentru loialitatea lor față de Coroană.
Revoluția americană a fost un război ce a provocat o mare divizare între coloniști, între patrioti și loialiști și o proporție mare (30-35% care erau neutri); a provocat o fisură între colonii și Marea Britanie și a cauzat și o fisură care va distruge Confederația Irocheză. La începutul revoluției cele șase națiuni ale Confederației Irocheze au încercat să adopte o poziție de neutralitate. Cu toate acestea, aproape inevitabil, națiunile irocheze au trebuit, în cele din urmă, să implice în conflict. Este ușor de văzut cum Revoluția americană a provocat conflicte și confuzii între cele șase națiuni. De ani de zile erau obișnuiți să se gândească la englezi și la coloniști ca la același popor. În Revoluția americană Confederația Irocheză trebuia acum să se ocupe de relațiile dintre două guverne.
Populația Confederației Irocheze s-a schimbat semnificativ de la sosirea europenilor. Bolile le-au redus populația la o fracțiune din ceea ce fusese în trecut. Prin urmare, era în interesul lor să fie de partea celor care se vor dovedi a fi partea învingătoare a războiului, deoarece învingătorii vor dicta cum vor fi relațiile cu irochezii în viitor. A avea de a face cu două guverne a făcut dificilă menținerea unei atitudini neutre. Din cauza acestei situații dificile Cele Șase Națiuni au trebuit să aleagă de care parte să fie. Oneida și tuscarora au decis să sprijine coloniștii americani, pe când restul Ligii Irocheze (cayuga, mohawk, onondaga și seneca) s-au alăturat britanicilor și loialistilor lor printre coloniști.
Au existat multe motive pentru care Cele Șase Națiuni nu au putut rămâne neutre în războiul revoluționar. Una dintre acestea este simpla proximitate; Confederația Irocheză era prea aproape de acțiunea războiului ca să nu fie implicată. Cele Șase Națiuni erau foarte nemulțumite de pătrunderea englezilor și a coloniștilor pe pământul lor. Ei erau preocupați în special de granița stabilită în Proclamația din 1763 și Tratatul de la Fort Stanwix din 1768.
Pe lângă faptul că se afla în imediata apropiere a războiului, noul stil de viață și economia Confederației Irocheze de după sosirea europenilor în America de Nord a făcut aproape imposibil ca irochezii să se izoleze de conflict. În acel moment irochezii deveniseră dependenți de comerțul cu englezii și coloniștii și adoptaseră multe obiceiuri, instrumente și arme europene. De exemplu ei erau tot mai dependenți de armele de foc pentru vânătoare.
În 1783 a fost semnat Tratatul de la Paris, care conținea acorduri de pace între toate națiunile europene implicate în război, precum și noile State Unite, dar nu făcea nicio dispoziție cu privire la irochezi, care au fost lăsați la discreția Statelor Unite.

### Postbelic

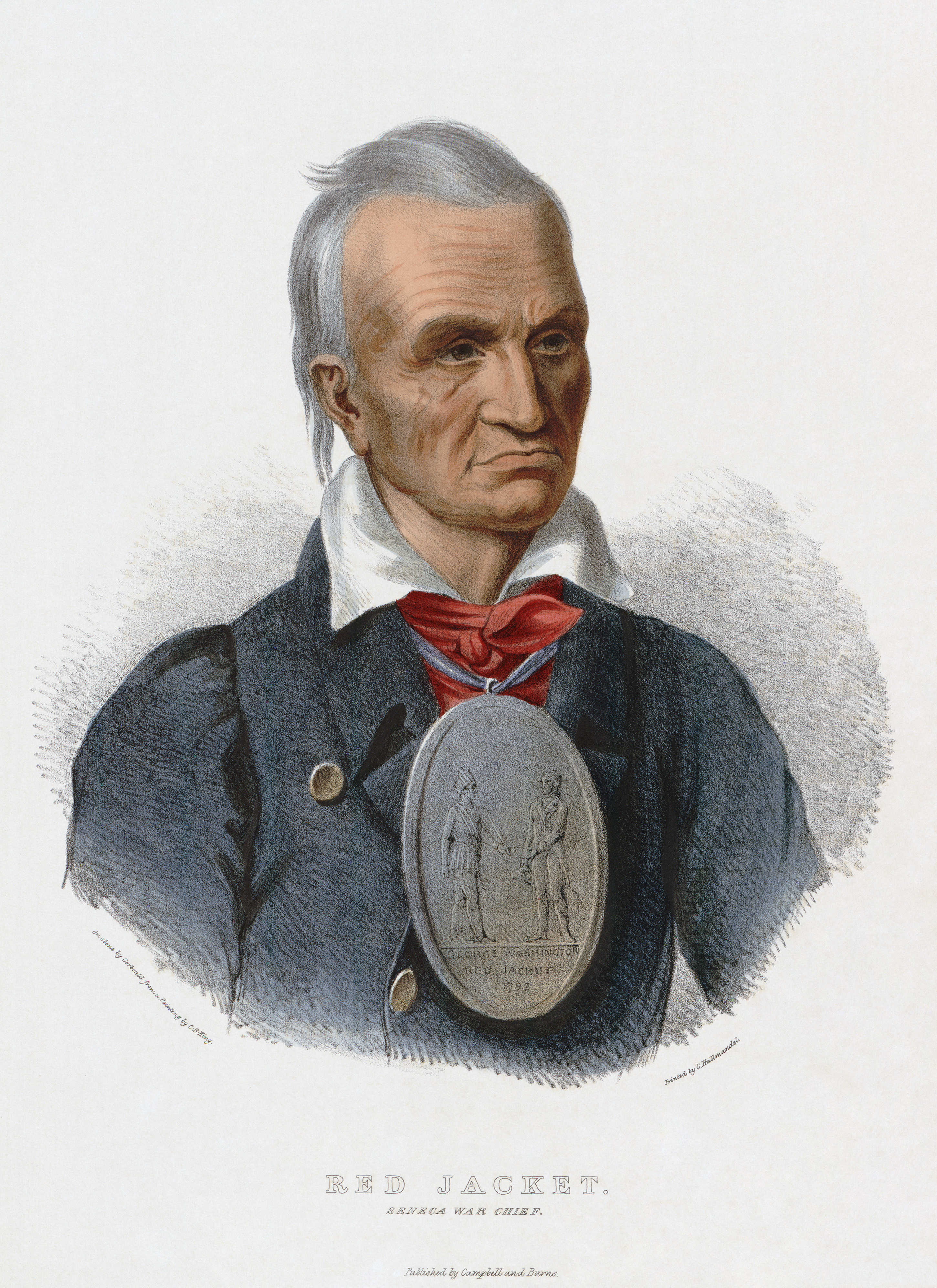
Marele orator, căpetenia seneca Red Jacket

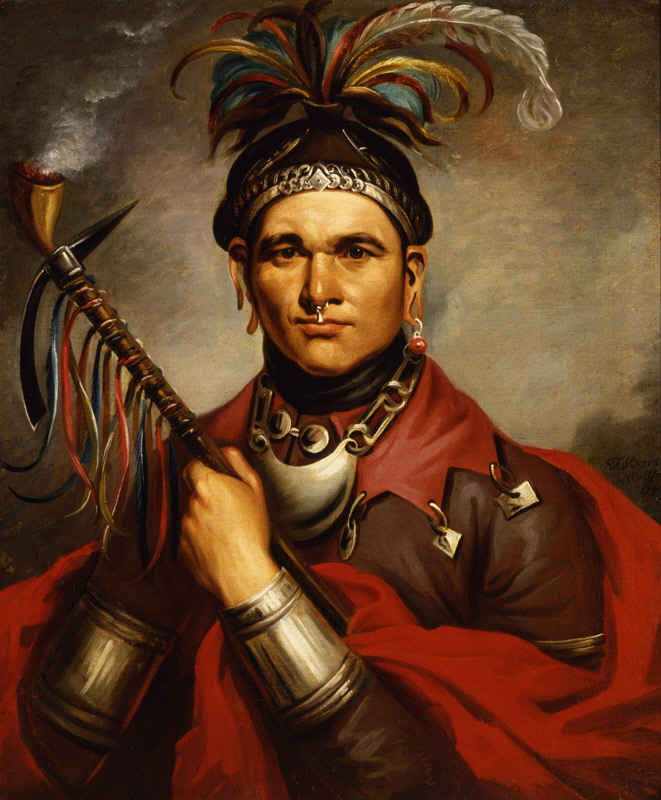
Cornplanter

După Războiul Revoluționar vechea vatră centrală a Ligii a fost reînființată la Buffalo Creek. Statele Unite și irochezii au semnat în 1784 Tratatul de la Fort Stanwix, în baza căruia irochezii au cedat o mare parte din patria lor istorică americanilor, care a fost urmată de un alt tratat în 1794 la Canandaigua, pe care l-au cedat și mai mult teren americanilor.  Guvernatorul statului New York, George Clinton, făcea presiuni constante asupra irochezilor ca să-și vinde pământul coloniștilor albi și, deoarece alcoolismul a devenit o problemă majoră în comunitățile irocheze, mulți și-au vândut pământul pentru a cumpăra mai mult alcool, de obicei agenților fără scrupule ai companiilor funciare. În același timp, coloniștii americani au continuat să avanseze pe pământurile de dincolo de râul Ohio, ducând la un război între Confederația de Vest și Statele Unite. Una dintre căpeteniile irocheze, Cornplanter, i-a convins pe ceilalți irochezi din statul New York să rămână neutri și să nu adere la Confederația de Vest. În același timp, politicile americane de a-i sedentariza pe irochezi au început să aibă un anumit efect. În mod tradițional la irochezi agricultura era munca femeii, iar vânătoarea era munca bărbaților; la începutul secolului al XIX-lea politicile americane de a-i face pe bărbați să cultive pământul și să nu se mai ducă la vânat aveau efect. În acest timp, irochezii din statul New York demoralizați, deoarece tot mai multe pământuri erau fost vândute speculanților de terenuri, în timp ce alcoolismul, violența și familiile distrusee au devenit probleme majore în rezervațiile lor. Oneida și cayuga și-au vândut aproape tot pământul și au plecat din patria lor tradițională.
Către 1811 misionarii metodiști și episcopali au stabilit misiuni ca să-i ajute pe oneida și onondaga în vestul New York-ului. Cu toate acestea, coloniștii albi au continuat să se mute în zonă. Către 1821 un grup de oneida condus de Eleazar Williams, fiul unei femei mohawk, a plecat în Wisconsin ca să cumpere pământ de la menominee și ho-chunk și astfel și-a mutat oamenii la vest. În 1838 Holland Land Company a folosit documente falsificate ca să-i despoaie pe seneca de aproape toate pământurile lor din vestul New York-ului, dar un misionar quaker, Asher Wright, a inițiat procese care au dus la returnarea uneia dintre rezervațiile seneca în 1842 și a alteia în 1857. Cu toate acestea, până în anii 1950, atât guvernele Statelor Unite, cât și cele din New York au confiscat terenuri aparținând Celor Șase Națiuni pentru drumuri, diguri și lacuri de acumulare, pamânturile date lui Cornplanter ca să-i împiedice pe irochezi să se alăture Confederației de Vest în anii 1790 fiind achiziționate forțat și inundate de lacul de acumulare Kinzua.
Căpitanul Joseph Brant și un grup de irochezi au părăsit New York-ul ca să se așeze în provincia Quebec (Ontario de astăzi). Ca să le compenseze parțial pământurile pe care le pierduseră în Valea Mohawk și în alte părți din cauza alianței lor fatale cu coroana britanică, Proclamația Haldimand le-a acordat pământuri întinse pe Grand River. Trecerea râului de către Brant a dat numele inițial zonei: Vadul lui Brant. Către 1847 coloniștii europeni au început să se așeze în apropiere și au numit satul Brantford. Așezarea mohawk inițială se afla la marginea de sud a actualului oraș canadian, într-o locație încă potrivită pentru acostarea canoelor. În anii 1830 mulți alți onondaga, oneida, seneca, cayuga și tuscarora s-au mutat în Teritoriul Indian, în provincia Canada Superioară și în Wisconsin.

### În Vest
Mulți irochezi (în mare parte mohawk) și metiși proveniți din irochezi, care locuiau în Canada de Jos (în primul rând la Kahnawake) s-au angajat la Compania de Nord-Vest din Montreal în timpul existenței sale din 1779 până în 1821 și au devenit vozageurs sau comercianți liberi care lucrau în comerțul cu blănuri la vest până la Munții Stâncoși. Se știe că s-au asezat în zona din jurul Casei lui Jasper și posibil la vest până la râul Finlay și la nord până în zonele Pouce Coupe și Dunvegan, unde au întemeiat noi comunități aborigene care au persistat până în prezent, revendicând fie identitatea Primelor Națiuni, fie identitatea Métis și drepturile indigene. Michel Band, Mountain Métis, și Aseniwuche Winewak Nation of Canada din Alberta și comunitatea Kelly Lake din Columbia Britanică toate reclamă strămoși irochezi.

### Irochezii canadieni
În secolul al XVIII-lea irochezii canadieni catolici care locuiau lângă Montreal au restabilit legăturile cu Liga Irocheză. În timpul Revoluției Americane irochezii canadieni și-au declarat neutralitatea și au refuzat să lupte pentru Coroană în ciuda ofertelor lui Guy Carleton, guvernatorul Quebecului. Mulți irochezi canadieni au lucrat atât pentru Hudson's Bay Company, cât și pentru Northwest Company ca voyageurs în comerțul cu blănuri la sfârșitul secolului al XVIII-lea și începutul secolului al XIX-lea. În războiul din 1812 irochezii canadieni și-au declarat din nou neutralitatea. Comunitățile irocheze canadiene la Oka și Kahnaweke erau în secolul al XIX-lea așezări prospere, trăind din agricultură și vânzarea de sănii, rachete pentru zăpadă, bărci și coșuri. În 1884 vreo 100 de irochezi canadieni au fost angajați de guvernul britanic ca piloți pe râu și luntrași în expediția de salvare a generalului asediat Charles Gordon la Khartoum, în Sudan, transportând forțele comandate de feldmareșalul Wolsely pe Nil, de la Cairo la Khartoum. Pe drumul de întoarcere în Canada, piloții și luntrașii irochezi s-au oprit la Londra, unde regina Victoria le-a mulțumit personal pentru serviciile lor. În 1886, când se construia un pod pe Sf. Laurențiu, un grup de irochezi din Kahnawke au fost angajați la construcție și s-au dovedit atât de dibaci ca constructori în oțel încât, din acel moment, mai multe poduri și zgârie-nori din Canada și Statele Unite au fost construite de oțelari irochezi.

## Secolul al XX-lea

### Primul Război Mondial
În timpul primului război mondial politica canadiană a fost să încurajeze bărbații din Primele Națiuni să se înroleze în Forța Expediționară Canadiană (CEF), unde calitățile lor de vânători i-au făcut excelenți ca lunetiști și cercetași. Deoarece Cele Șase Națiuni erau considerate cele mai războinice dintre toate Primele Națiuni ale Canadei și, la rândul lor, mohawkii erau considerați cei mai războinici dintre toate Cele Șase Națiuni, guvernul a încurajat în special irochezii și în primul rând mohawkii, să adere la CEF. Aproximativ jumătate din cei aproximativ 4.000 de persoane din Primele Națiuni care au servit în CEF erau irochezi. Cei din rezervația de la Brantford au fost îndemnați să se alăture Batalionului 114 Haldimand (cunoscut și cu numele de „Brock’s Rangers) al CEF, unde două companii întregi, inclusiv ofițerii, erau toți irochezi. Batalionul 114 a fost format în decembrie 1915 și desființat în noiembrie 1916 pentru a oferi întăriri altor batalioane. Irochezii capturați de germani erau adesea supuși unui tratament crud. Un mohawk din Brantford, William Forster Lickers, care s-a înrolat în CEF în septembrie 1914 a fost luat prizonier în a doua bătălie de la Ypres, în aprilie 1915, unde a fost bătut sălbatic de cei ce l-au capturat, deoarece un ofițer german a vrut să vadă dacă „indienii pot simți durerea”. Lickers a fost bătut atât de grav încât a rămas paralizat pentru tot restul vieții, deși ofițerul a fost foarte încântat să constate că indienii simțeau într-adevăr durere.
Consiliul Celor Șase Națiuni de la Brantford a avut tendința de a se vedea ca o națiune suverană care s-a aliat cu Coroana prin Covenant Chain încă din secolul al XVII-lea și astfel era aliată personal cu regele George al V-lea și nu sub autoritatea Canadei. O mamă a clanului irocheză, într-o scrisoare trimisă în august 1916 unui sergent de recrutare, care a refuzat să-i permită fiului ei adolescent să se alăture CEF cu motivul că era minor, a declarat că Cele Șase Națiuni nu erau supuse legilor Canadei și nu avea dreptul să-i refuze fiul, deoarece nu li se aplicau legile canadiene. După cum a explicat ea, irochezii considerau că Covenant Chain este încă în vigoare, ceea ce înseamnă că irochezii luptau în război doar pentru că erau aliați cu Coroana și răspundeau la o cerere de ajutor din partea aliatului lor, regele George al V-lea, care le ceruse să se înroleze în CEF.

### Criza Oka
În 1990 o dispută de lungă durată privind proprietatea asupra pământului la Oka, Quebec, a provocat o confruntare violentă. Rezervația Mohawk de la Oka era dominată de un grup numit Mohawk Warrior Society, care a apărut din contrabanda peste granița SUA-Canada și era bine înarmat cu puști de asalt. La 11 iulie 1990 Mohawk Warrior Society a încercat să împiedice construirea unui teren de golf pe un teren revendicat de poporul mohawk, ceea ce a dus la un schimb de focuri între Warrior Society și Sûreté du Québec; un polițist a fost împușcat. În cursul crizei Oka care a urmat, Warrior Society a ocupat atât terenul despre care pretindeau că aparține poporului mohawk, cât și Podul Mercier care leagă Montreal de continent. La 17 august 1990 premierul din Quebec, Robert Bourassa, a cerut ca armata canadiană să intervină pentru a menține „siguranța publică”, ducând la desfășurarea Regimentului Regal 22 în Oka și Montreal. Înfruntarea s-a încheiat la 26 septembrie 1990 cu o luptă corp la corp între soldați și mohawk. Disputa privind drepturile asupra pământului de la Oka continuă.

## Societate

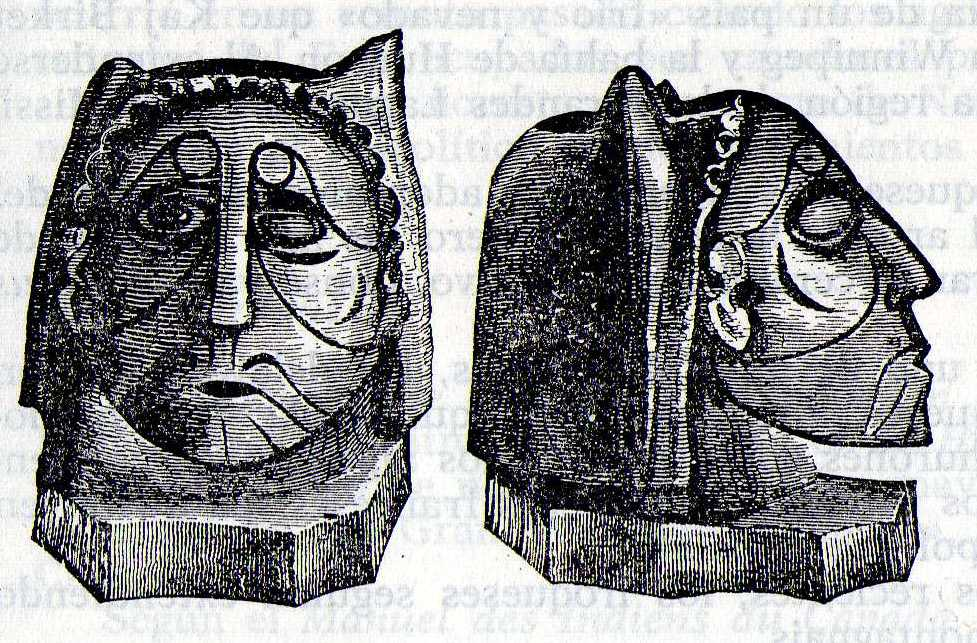
Lulea de piatră (gravură din secolul al XIX-lea)

### Război
Pentru haudenosaunee, suferința din cauza morții unei persoane dragi era o emoție puternică. Ei au crezut că, dacă nu ar fi luată în seamă, ar provoca tot felul de probleme celor îndurerați care ar înnebuni dacă ar fi lăsați fără consolare. Ritualurile pentru cinstirea morților erau foarte importante și cel mai important dintre toate era ceremonia de condoleanțe pentru a oferi consolare celor care au pierdut un membru al familiei sau un prieten. Întrucât se credea că moartea unui membru al familiei a slăbit și puterea spirituală a membrilor familiei supraviețuitoare, se considera de o importanță crucială înlocuirea membrului pierdut al familiei prin furnizarea unui înlocuitor care ar putea fi adoptat sau, alternativ, ar putea fi torturat. pentru a oferi o ieșire pentru durere. De aici și „războaiele de doliu”.
Una dintre trăsăturile centrale ale vieții tradiționale irocheze erau „războaiele de doliu”, când războinicii lor făceau raiduri asupra popoarelor vecine în căutarea de captivi ca să-i înlocuiască pe haudenosaunee morți. Războiul pentru haudenosaunee era în primul rând un prilej de a lua prizonieri. Nu erau interesați de extinderea teritoriului sau gloria în luptă, precum europenii. Dar au purtat războaie pentru terenurile de vânătoare, mai ales că comerțul cu blănuri a devenit tot mai profitabil.
Un detașament era considerat de succes dacă lua mulți prizonieri fără să sufere pierderi în schimb; uciderea dușmanilor a fost considerată acceptabilă, dacă era necesară, dar era dezaprobată, deoarece reducea numărul captivilor potențiali. Luarea de captivi era considerată mult mai importantă decât scalpurile. În plus, războiul era un prilej pentru tineri de a-și demonstra bărbăția și curajul. Aceasta era o condiție prealabilă pentru ca un bărbat să devină căpetenie și era, de asemenea, esențială pentru bărbați care doreau să se căsătorească și, deci, să facă sex. Femeile haudenosaunee admirau războinicii curajoși în război. În era pre-contact războiul era relativ nesângeros, deoarece popoarele din Primele Națiuni nu aveau puști și se luptau în armură de lemn. În 1609 exploratorul francez Samuel de Champlain a observat mai multe bătălii dintre algonchieni și irochezi care s-au terminat aproape fără morți. Aceasta părea să fie norma pentru războaiele Primelor Națiuni. Într-o bătălie dintre algonchieni și irochezi pe malul lacului Champlain au căzut doar doi războinici irochezi care au fost loviți de gloanțe din muscheta lui Champlain, într-o demonstrație pentru aliații săi algonchieni.
Mamele clanului cereau un „război de doliu” ca să ofere consolare unei familii care a pierdut un membru. Fie războinicii porneau un „război de doliu”, fie erau calificați de mamele clanului ca lași pentru totdeauna, după care nu se mai puteau însura. În acest moment, războinicii plecau de obicei pentru a face raidul unui popor vecin în căutarea de captivi. Captivii erau fie adoptați în familiile haudenosaunee ca să fie asimilați, fie urmau să fie uciși după o tortură ritualizată ca modalitate de exprimare a furiei la moartea unui membru al familiei. Bărbații erau de obicei primiți cu lovituri, trecând printr-un fel de mănușă când erau aduși în comunitate. Toți prizonierii, indiferent de sex sau vârstă, erau dezgoliți și legați de stâlpi în mijlocul comunității. După ce le erau pârlite părți sensibile ale corpului și zmulse o parte din unghii, prizonierii aveau voie să se odihnească și li se dădea hrană și apă. În zilele următoare captivii trebuiau să danseze goi în fața comunității, când familiile individuale decideau dacă persoana urma să fie adoptată sau ucisă. Femeile și copiii erau adoptați mai des decât bărbații mai în vârstă. Dacă cei care au fost adoptați în familiile haudenosaunee făceau un efort sincer să devină haudenosaunee, atunci erau acceptați de comunitate și, dacă nu, executați rapid.
Cei care urmau să fie executați se vopseau cu roșu și negru pe față și erau „adoptați” de o familie care li se adresa ca „unchi”, „mătușă”, „nepotul” sau „nepoată”, în funcție de vârsta și sexul lor, și le aducea mâncare și apă. Captivul era executat după o sesiune de o zi de tortură cu pâtlirea și îndepărtarea unor părți ale corpului, pe care prizonierul trebuia s-o suporte cu stoicism și noblețe (o așteptare de obicei neîndeplinită) înainte de a fi scalpat de viu. Nisipul fierbinte era aplicat pe craniul dezgolit și în cele din urmă era ucis scoțându-i-se inima. Ulterior corpul victimei era tăiat și mâncat de comunitate. Practica torturii și executării rituale, ca și canibalismul, au luat sfârșit la începutul secolului al XVIII-lea. La sfârșitul secolului al XVIII-lea scriitori europeni precum Philip Mazzei și James Adair negau că haudenosaunee s-ar fi angajat în torturi rituale și canibalism, spunând că nu au văzut nicio dovadă a unor astfel de practici în timpul vizitelor lor în satele haudenosaunee.
În 1711 căpetenia onondaga Teganissorens i-a spus lui Robert Hunter, guvernatorul New York-ului: „Nu suntem ca voi creștinii, pentru că atunci când aveți prizonieri, îi trimiteți acasă, prin astfel de mijloace nu vă puteți nimici niciodată”. O consecință a acestei strategii era că irochezii nu acceptau pierderile în război, întrucât dădeau de sminteală scopul „războaielor de doliu”, care era să sporească numărul lor, nu să-l scadă. Francezii în timpul războaielor lor cu haudenosaunee erau deseori uimiți când un detașament aflat în pragul victoriei putea fi obligat să se retragă prin uciderea unuia sau a doi dintre ei. Noțiunea europeană a unei morți glorioase în luptă nu avea nici o valoare la haudenosaunee.
Moartea în luptă era acceptată doar în caz de necesitate absolută și irochezii credeau că sufletele celor care au murit în luptă erau condamnate să petreacă eternitatea ca niște fantome furioase care bântuie lumea în căutarea răzbunării. Din acest motiv, cei care au murit în luptă nu erau îngropați niciodată în cimitirele comunității, deoarece ar fi adus prezența fantomelor nefericite în comunitate.
Haudenosaunee foloseau tactici pe care francezii, britanicii și americanii le considerau lașe, până când americanii au adoptat tactici de gherilă similare. Haudenosaunee preferau ambuscadele și atacurile-surpriză, aproape niciodată nu atacau un loc fortificat sau frontal și se retrăgeau dacă erau depășiți numeric. Dacă Kanienkeh era invadat, haudenosaunee încercau să-i întindă inamicului o cursă sau, alternativ, s-ar retrage în spatele zidurilor de lemn ale satelor lor pentru a suporta un asediu. Dacă inamicul părea prea puternic, ca atunci când francezii au invadat Kanienkeh în 1693, haudenosaunee își ardeau satele și recoltele, iar întreaga populație se retrăgea în pădure ca să aștepte plecarea francezilor. Principalele arme ale irochezilor erau arcurile și săgețile cu vârfuri de cremene și tolbe din pănuși de porumb. Scuturile și măciucile erau făcute din lemn. După contactul cu europenii indigenii americani au adoptat unelte precum cuțite și securi metalice și și-au făcut tomahawkuri cu lame de fier sau de oțel. S-a susținut că tomahawkul nu era folosit pe scară largă în luptă, ci a devenit asociat cu haudenosaunee prin reprezentări europene care au încercat să-i prezinte pe indigeni ca fiind sălbatici și amenințători. Înainte de a porni o campanie, căpeteniile de război conduceau ceremonii de purificare rituală în care războinicii dansau în jurul unui stâlp vopsit în roșu.

Bolile infecțioase europene, cum ar fi variola, au devastat Cele Cinci Națiuni în secolul al XVII-lea, provocând mii de decese, deoarece ei nu aveau imunitate dobândită față de noile boli, care erau endemice printre europeni de secole.  Până în anii 1640, se estimează că variola a redus numărul haudenosaunee cu cel puțin 50%. Au fost întreprinse „războaie de doliu” masive pentru a compensa aceste pierderi. Istoricul american Daniel Richter scria că în acel moment războiul s-a transformat din raiduri sporadice la scară mică, lansate ca răspuns la morți individuale și a devenit „simptomul constant și tot mai nediferențiat al societăților în criză demografică”. Introducerea puștilor, care puteau ucide și prin armura de lemn, a făcut războiul Primelor Națiuni mai sângeros și mai mortal decât fusese în era pre-contact. Aceasta a pus capăt epocii în care conflictele armate erau mai mult încăierări decât bătălii în sensul european al termenului. În același timp puștile puteau fi obținute doar prin comerțul cu blănuri cu europenii. Odată ce haudenosaunee și-au epuizat către 1640 populațiile de castor, au fost forțați să cumpere blănuri de castor de la indieni care trăiau mai la nord, ceea ce i-a determinat să încerce să elimine alți intermediari  într-o serie de „războaie ale castorilor” ca să monopolizeze comerțul cu blănuri. Richter scria
„tradiția războiului de doliu, decesele cauzate de boli, dependența de armele de foc și comerțul cu blănuri s-au combinat ca să producă o spirală periculoasă: epidemiile au dus la războaie de doliu mai mortale, care se purtau cu arme de foc; goana după blănuri a provocat războaie cu alte triburi, iar morțile din acele războaie reporneau ciclul războaielor de doliu". 
Din 1640 până în 1701 Cele Cinci Națiuni erau aproape în continuu în război, luptându-se în diferite momente cu francezii, huronii, erie, Națiunile Neutre, lenape, susquenhannock, petun, abenaki, ojibwa și algonchienii, purtând campanii din Virginia pănă la Mississippi și nordul Ontario de astăzi. 
În ciuda faptului că au luat mii de prizonieri, numărul Celor Cinci Națiuni a continuat să scadă, deoarece bolile au continuat să le afecteze. Iezuiții francezi, pe care haudenosaunee au fost nevoiți să-i accepte după ce în 1667 au încheiat pacea cu francezii, îi încurajau pe convertiții catolici să se mute în satele de misiune din valea râului Sf. Laurențiu lângă Montreal și Quebec. În anii 1640, mohawkii puteau scoate pe câmpul de luptă aproximativ 800 de războinici. Prin anii 1670 nu puteau scoate decât 300 de războinici, indicând un declin demografic.

### Un creuzet al popoarelor
Tradițiile Ligii Irocheze permiteau înlocuirea simbolică a morților cu prizonierii din „războaiele de doliu”, vendete care erau un aspect esențial al culturii irocheze. Ca modalitate de accelerare a procesului de doliu, erau efectuate raiduri pentru a se răzbuna și a lua prizonieri. În general captivii erau adoptați direct de familia îndurerată pentru a înlocui membrii pierduți.

Acest proces nu doar le-a permis irochezilor să-și mențină propriul număr, ci și să-și disperseze și să-și asimileze dușmanii. Adoptarea popoarelor cucerite, în special în perioada Războaielor Castorilor (1609–1701), a însemnat că Liga Irocheză era compusă în mare parte din membri naturalizați ai altor triburi. Cadwallader Colden scria:
„Cele Cinci Națiuni cruță sistematic copiii și tinerii popoarelor cucerite, îi adoptă în propria națiune și îi educă ca pe propriii lor copii, fără distincție; acești tineri uită curând propria țară și națiune și prin această politică, Cele Cinci Națiuni compensează pierderile pe care le suferă națiunea lor din cauza războaielor."
Cei care încercau să se întoarcă la familiile lor erau pedepsiți aspru; de exemplu, comerciantul francez de blănuri Pierre-Esprit Radisson a fost capturat în adolescență de o ceată irocheză, a fost adoptat de o familie mohawkă și a fugit ca să se întoarcă la familia sa din Trois-Rivières. Când a fost recapturat, a fost pedepsit cu smulgerea unghiilor și tăierea până la os a unuia dintre degete. Dar Radisson nu a fost executat, deoarece părinții săi adoptivi au oferit cadouri familiilor celor pe care Radisson i-a ucis când a fugit, drept compensație pentru pierderea lor. Câțiva huroni care au fugit împreună cu Radisson și au fost prinși, au fost executați fără zăbavă.
Către 1668 două treimi din satul oneida erau algonchieni și huroni asimilați. La onondaga erau indigeni din șapte triburi diferite, iar printre seneca din unsprezece. Adoptau și captivi europeni, cum făceau mohawk catolici din așezările de lângă Montreal. Această tradiție de adoptare și asimilare era obișnuită la indigenii din Nord-Est.

### Așezări

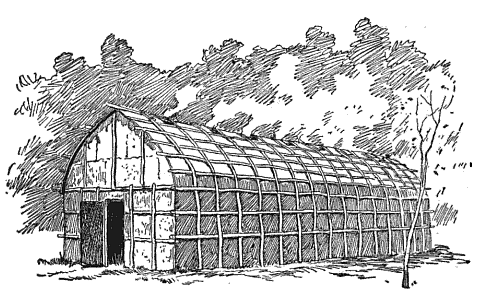
O tradițională casă lungă a irochezilor

La momentul primului contact cu europenii, irochezii trăiau într-un număr mic de sate mari, împrăștiate pe teritoriul lor. Fiecare națiune avea între unul și patru sate la un moment dat, care erau mutate aproximativ la fiecare cinci până la douăzeci de ani pe măsură ce solul și lemnul de foc erau epuizate. Aceste așezări erau împrejmuite cu o palisadă și de obicei situate într-o zonă apărabilă, cum ar fi un deal, cu acces la apă.  Din cauza palisadei europenii le numeau castele. Satele erau de obicei construite pe un nivel plan sau înălțat, împrejmuite cu palisade de bușteni și, uneori, cu șanțuri.
În sate se locuia în case lungi. Casele lungi variau în dimensiuni de la 15 la 150 de picioare lungime și 15 la 25 picioare în lățime. Casele lungi erau de obicei construite din straturi de scoarță de ulm pe un cadru de pari și căpriori. În 1653 oficialul olandez și proprietarul terenului Adriaen van der Donck a descris o casă lungă mohawk în Descrierea Noii Olande.
De obicei, între 2 și 20 de familii locuiau într-o singură casă lungă, cu platforme de dormit la 2 picioare deasupra solului și alimente lăsate să se usuce pe căpriori. Un castel putea conține douăzeci sau treizeci de case lungi. Pe lângă castele irochezii aveau și așezări mai mici, care puteau fi ocupate sezonier de grupuri mai mici, de exemplu de pescari sau vânători. Traiul în căsuțele lungi pline de fum cauza adesea conjunctivită.
Populația totală a cinci națiuni a fost estimată la 20.000 înainte de 1634. După 1635 populația a scăzut la aproximativ 6.800, în principal din cauza epidemiei de variolă introdusă prin contactul cu coloniștii europeni. Irochezii trăiau în clanuri împărțite în familii lărgite și conduse de mame de clan, clanuri grupate în moieities ("jumătăți"). Clanul tipic era format din aproximativ 50 până la 200 de persoane. Împărțirea irochezilor era după cum urmează: cayuga Moiety (A): Clanurile Ursului, Castorului, Bâtlanului, Țestoasei, Lupului Moiety (B): Clanurile Țestoasei, Ursului, Cerbului Tuscarora Moiety (A): Clanurile Ursului, Lupului Moiety (B) Clanuri: Anghilei, Sitarului, Castorului, Țestoasei, Cerbului Seneca Moiety (A) Clanuri: Bâtlanului, Castorului, Ursului, Lupului, Țestoasei Moiety (B) clanuri: Cerbului, Șoimului, Anghilei, Sitarului Onondaga Moiety (A) Clanuri: Țestoasei, Lupului, Sitarului, Vulturului, Castorului Moiety (B): Ursului, Șoimului, Anghilei, Cerebului Oneida Moiety (A) Clanul Lupului Moiety (B) Clanuri: Ursului, Țestoasei Mohawk Moiety (A) Clanuri: Lupului, Ursului Moiety (B) Clanul Țestoasei. Guvernul era cei 50 de sahemi reprezentând diferite clanuri care erau aleși de mamele clanurilor. Ajutoarele sahemilor erau „căpeteniile pinilor” care serveau ca diplomați și „căpeteniile de război” care conduceau cetele de luptă; nici „căpeteniile pinilor” sau „căpeteniile de război” nu aveau voie să voteze la ședințele consiliului.
Către sfârșitul anilor 1700 irochezii construiau colibe mai mici din bușteni, asemănătoare cu cele ale coloniștilor, dar păstrând unele caracteristici indigene, cum ar fi acoperișurile din scoarță cu găuri pentru fum și o vatră centrală. Principalele soiuri de lemn folosite de irochezi ca să-și facă uneltele erau stejarul, mesteacănul, hickory și ulmul. Osul și cornul erau folosite la fabricarea echipamentelor de vânătoare și pescuit.

### Producerea alimentelor
Irochezii erau horticultori, agricultori, pescari, culegători și vânători, deși în mod tradițional dieta lor principală provenea din agricultură. La irochezi agricultura era tradițional munca femeilor și întregul proces de plantare, îngrijire, recoltare și gătit era realizat de femei. Culesul tot era în mod tradițional sarcina femeilor și a copiilor. Rădăcinile sălbatice, verdețurile, fructele de pădure și nucile erau adunate vara. Primăvara seva era extrasă din arțari și fiartă în sirop de arțar, iar ierburile erau adunate pentru medicamente. După venirea europenilor irochezii au început să cultive mere, pere, cireșe și piersici.
Istoricește principalele culturi crescute de irochezi au fost porumbul, fasolea și dovleceii, care erau numite cele trei surori (De-oh-há-ko) și în tradiția irocheză erau considerate daruri speciale de la Creator. Aceste trei culturi puteau fi pisate și folosite pentru hominy și supe în oale de lut (înlocuite cu cratițe de metal după contactul cu europenii). Pe lângă „Trei surori” dieta irocheză includea și anghinare, praz, castraveți, napi, dovleci, o serie de pomușoare, cum ar fi mure, afine, agrișe etc. și nuci sălbatice. Allium tricoccum tot face parte din bucătăria tradițională, precum și Ribes triste, Apios americana, și Cardamine diphylla.
Cu aceste ingrediente pregăteau un fel din pâine de porumb fiartă și făină de porumb îndulcită cu sirop de arțar, cunoscută astăzi sub numele de budincă indiană. Făina de porumb era folosită și pentru a face samp, un tip de terci cu fasole și carne uscată. Relatările primilor coloniști americani menționează irochezii extrăgând sirop de porumb care era folosit ca îndulcitor pentru găluștele din făină de porumb.
Irochezii vânau mai ales cerbi, dar și alt vânat, precum curcani sălbatici și păsări migratoare. Iarna vânau bizami și castori. Arheologii au găsit oase de bizoni, elani, căprioare, urși, ratoni și porci spinoși în satele irocheze. Pescuitul era  de asemenea o sursă semnificativă de hrană, căci cele mai multe sate irocheze se aflau în zona Sf. Laurențiu și a Marilor Lacuri. Irochezii foloseau pentru pescuit plase din fibre vegetale cu greutăți de prund. Pescuiau somon, păstrăv, bass, biban și coregon până când Sf. Laurențiu a devenit prea poluat de industrie. Primăvara irochezii pescuiau cu plasele, iar iarna făceau copci în gheață. Începând cu 1620 irochezii au început să crească porci, gâște și găini, pe care îi achiziționaseră de la olandezi.

### Îmbrăcăminte
În 1644 Johannes Megapolensis a descris îmbrăcămintea tradițională mohawk.
"Vara umblă goi, având doar părțile intime acoperite cu un petic. Copiii și tinerii în vârstă de zece, doisprezece și paisprezece ani rămân goi. Iarna, ei se înfășoară pur și simplu cu o piele netăbăcită de cerb, urs sau panteră; sau iau niște piei de castor și vidră, pisică sălbatică, raton, jder, vidră, nurcă, veveriță sau alte piei din astea ... și le cos de altele, până când iese o piesă pătrată, iar aceasta le este apoi îmbrăcăminte; sau cumpără de la noi, olandezii, doi și jumătate ell (circa 170 cm) de duffel și se înfășoară pur și simplu cu el, așa cum a fost rupt, fără să-l coase."
Pe picioarele irochezii purtau mocasini, „fideli naturii prin potrivirea pe picior, frumoși prin materiale și finisaje și durabili ca articol vestimentar”.
În cursul secolului al XVII-lea îmbrăcămintea irocheză s-a schimbat rapid ca urmare a introducerii foarfecelor și acelor obținute de la europeni, iar savantul britanic Michael Johnson a avertizat că relatările europene despre îmbrăcămintea irocheză de la sfârșitul secolului al XVII-lea poate să nu fi reflectat în întregime îmbrăcămintea irocheză pre-contact. În secolul al XVII-lea femeile umblau de obicei topless în lunile calde, purtând o fustă din piele de cerb care se suprapunea pe stânga, pe când iarna își acopereau partea de sus a corpului cu o haină ca o pelerină, cu un orificiu pentru cap. Către secolul al XVIII-lea pânza colorată roșu și albastru obținută de la europeni a devenit materialul standard pentru îmbrăcăminte, bărbații și femeile purtând bluze și cămăși, care erau de obicei decorate cu mărgele și panglici și erau adesea purtate cu broșe de argint.
Către sfârșitul secolului al XVIII-lea femeile purtau haine lungi, largi, din muselină sau bumbac. Tendința femeilor irocheze de a-și abandona stilul tradițional topless în lunile calde reflecta influența europeană. Femeile căsătorite își purtau părul într-o singură cosiță susținută de un pieptene de os, corn sau argint, în timp ce cele nemăritate își purtau părul în mai multe cosițe. Războinicii purtau mocasini, jambiere și kilturi scurte și, ocazional, purtau haine care erau foarte decorate cu desene pictate. Inițial, îmbrăcămintea pentru bărbați era din piele de cerb și era decorată cu spini de porc spinos, iar mai târziu era din stofă obținută de la europeni. Corpurile și fețele bărbaților irochezi erau puternic tatuate cu desene geometrice, iar nasul și urechile le erau împodobite cu inele din wampun sau argint. Pe poteca războiului fețele și corpurile războinicilor erau vopsite pe jumătate roșu, pe jumătate negru. Bărbații își rădeau de obicei cea mai mare parte a părului, lăsând doar un smoc de păr în centru, dând numele de mohawk acestui stil. O șapcă din piele de cerb sau pânză pe un cadru de lemn numită Gus-to-weh, decorată cu pene, era adesea purtată de bărbați.  Pungile de muniție din piele de cerb purtate peste umăr cu curele sau tăieturi pentru corn de pulbere și tomahawk făceau parte din echipamentul războinicilor. Tecile cu cuțite erau purtate la gât. Căpeteniile purtau pe cap acoperăminte din coarne de cerb. Către secolul al XVIII-lea bărbații irochezi purtau în mod normal cămăși și jambiere din stofă și mantale din piei de cerb. În secolele al XVII-lea și al XVIII-lea brățările și torques de argint erau accesorii populare.